# 北条麻妃
北条 麻妃（ほうじょう まき、1976年12月21日 - ）は、日本のAV女優。

## 略歴・人物
高校3年の時にラブホテルで初体験。
2006年5月、溜池ゴロー専属女優「白石さゆり（しらいし さゆり）」としてデビュー。
2006年12月19日に開かれたMOODYZ大感謝祭2006では最優秀女優賞の第5位に選ばれた。
2009年4月、大穴プロダクションに所属し「北条麻妃」に改名。
2012年2月14日、スカイパーフェクTV!のスカパー!アダルト放送大賞において熟女女優賞を受賞した。オーガズムに対する探究心が非常に強く、 男性のセックステクニックに関しても、驚くほど深い知識を持っている。女性が感じるツボを知り尽くし、 男性が使うセックステクニックを指導できる講義のDVDを出版している。
アダルトビデオ30周年記念企画（AV30）として2012年1月5日から2月29日まで行われた人気投票で、18位に選ばれた。
2016年3月24日、前月で所属事務所を辞めフリーとなったことを発表。
2019年4月よりマドンナの専属女優。

## 作品

### アダルトビデオ

#### 「白石さゆり」名義
- 初めての人妻さん 普通の美人妻が初めてAVに出演する時（5月13日、溜池ゴロー） ※デビュー作
- 人妻鑑賞サークル 特別編 人妻が初めて人前でセックスする時（7月13日、溜池ゴロー）
- 隣の人妻（8月13日、溜池ゴロー）
- 兄嫁（9月13日、溜池ゴロー）
- 人妻がセックスを開発されるビデオ（10月13日、溜池ゴロー）
- 愛しい人（11月13日、溜池ゴロー）
- 美顔（12月13日、溜池ゴロー）

- 女医さゆり（1月13日、溜池ゴロー）
- 美熟女画報（2月13日、溜池ゴロー）
- お掃除おばさん（3月13日、溜池ゴロー）
- 過激!!ノンストップLIVE -エンドレスファッカー-（4月1日、ANIMALIJO）
- 義母の誘い 息子の目の前で…（4月13日、溜池ゴロー）
- 麗しの女教師（4月13日、MOODYZ）
- 愛しの先生（5月13日、溜池ゴロー）
- 発情コスプレ年上彼女と日替わりニャンニャン新婚生活（5月19日、CROSS）
- 隣家の女 〜となりのおんな〜（6月1日、溜池ゴロー）
- ドリーム学園12 6時間完全版（6月1日、MOODYZ）共演：竹内あい、青山菜々、田中亜弥、早川瀬里奈、紅音ほたる、真田春香、蜜井とわ、春妃いぶき、綾香
- 夫の目の前で犯されて- 監視された家（7月7日、ATACKERS）
- ANIMALIJO 美熟女6人の濃厚セックス4時間（8月1日、ANIMALIJO）※オムニバス作品
- 熟女犬サユリ（8月1日、溜池ゴロー）
- 美熟女レズビアン 〜濡れて咲く禁断の花びら〜 風間ゆみ 白石さゆり（8月7日、Madonna）[14]
- 美熟女と黒人（9月7日、Madonna）[14]
- こちらマドンナ独身寮・ただいま満室（10月7日、Madonna）[14]
- 昭和哀歌 ―籠の鳥―（10月7日、ATTACKERS）
- 人妻奴隷 夫の目の前で…（11月1日、溜池ゴロー）
- 悶絶美熟女の卑猥な日常 キャンギャル志望の若奥さま、さゆりの場合（11月7日、Madonna）[14]
- 友人の母（12月1日、溜池ゴロー）
- 続・塀の中の懲りない熟女たち 熟女専門マドンナ刑務所（12月7日、Madonna）[14] 共演：村上涼子、北原夏美、松下紗世、高瀬みどり、竹田千恵

- 美熟女ナース（1月1日、溜池ゴロー）
- 夢の一夫多妻（1月13日、MOODYZ） 共演：堀口奈津美、村上里沙、風間ゆみ
- 女上司（2月1日、溜池ゴロー）
- 最高のオナニーのために（2月13日、MOODYZ）
- 白石さゆり大全集8時間 2（2月25日、Madonna）[14]※単体ベスト
- 完全絶頂アクメ奴隷（2月25日、ダスッ!）[7]
- 奥様妄想劇場 人妻・白石さゆりは、今…（3月1日、溜池ゴロー）
- ドリームウーマン 70（3月13日、MOODYZ）
- 白石さゆり全集4時間（5月13日、溜池ゴロー）※単体ベスト

- 白石さゆりBEST8時間（1月1日、MOODYZ）※単体ベスト
- 白石さゆり全集4時間 Vol.2（8月13日、溜池ゴロー）※単体ベスト

#### 「北条麻妃」名義
- 誘惑、女教師。（4月15日、ドリームチケット）
- 兄嫁奴隷 〜忘れられない記憶〜（4月16日、タカラ映像）
- 「熟女の口はもっと嘘をつく。」 熟雌女anthology #044（4月17日、アウダースジャパン）
- 北条麻妃のスイミング教室（4月18日、アキノリ）
- 溺愛ママ（4月19日、ドグマ）
- アラサーヒトヅマ ドット ナカダシ Mrs. 32age NAKA-DASHI（5月1日、グレイズ）
- 秘書in… [脅迫スイートルーム] Secretary Maki（30）（5月15日、ドリームチケット）
- デキる女は、乳首を責める。（5月15日、ワープエンタテインメント） 共演：喜多沢くるす、Reo．、高坂保奈美、金沢文子、大塚咲、マリエ、牧野くるみ、純名もも、夏野かをり
- 乱れる人妻（5月22日、なでしこ）
- 女医と婦長の禁断レズビアン 星優乃 北条麻妃（6月1日、MOODYZ） 共演：星優乃
- 俺の妻とお前の妻どっちが変態か試さないか 北条麻妃 浅倉彩音（6月4日、タカラ映像）
- 秀麗若妻の総身に隠された欲望（6月4日、ヒビノ）
- 童貞狩り（6月5日、ワープエンタテインメント）
- 最初で最後のノンフィクションセックス（6月13日、百花美人）
- 人妻恥悦旅行（6月18日、グローリークエスト）
- 美熟女崩壊 本イキ 北条麻妃（6月19日、ドグマ）
- 催眠 赤 DX 22 スーパーmc編（6月19日、アウダースジャパン）
- 催眠 赤 DX 22 ドキュメント編（6月19日、アウダースジャパン）
- 催眠 赤 DX 22 スーパーコンプリート編（6月19日、アウダースジャパン）
- 美尻奥さま騎乗位狂い（7月2日、タカラ映像）
- 入院妻 麻妃の憂い（7月7日、Madonna）
- 超淫尻 北条麻妃 高坂保奈美（7月9日、アキノリ）
- 高飛車女教師 陵辱精液まみれ（7月9日、ヒビノ）
- 妖艶熟女の快楽淫語責め（7月13日、AVS）
- わたしの豚ヅラ、見てください（7月15日、ワープエンタテインメント）
- 団地妻レズビアン2（7月19日、アンナと花子） 共演：桐島ひかり
- 義母さんはマゾ（7月19日、CROSS）
- 「痴」女優 北条麻妃（8月5日、ワープエンタテインメント）
- 一撃!!舌上発射 2（8月15日、ワープエンタテインメント） 共演：一色明奈、雪見紗弥、小澤マリア、早乙女ルイ、平塚ゆい、沢尻もえ、星崎アンリ、諸星セイラ、秋元美由
- パワハラいぢめレズビアン女社長と美人秘書（8月19日、アンナと花子） 共演：川上ゆう
- 熟オナニー・パラノイア（8月19日、ドグマ）
- 熟女派遣センター（8月20日、アキノリ） 共演：堀口奈津美、高坂保奈美、神崎レオナ
- 続 友達の母親（8月20日、センタービレッジ）
- 謝り淫語（9月1日、MOODYZ）
- 北条麻妃 30歳（9月1日、VENUS）
- 妖艶美人妻と強盗強姦魔（9月5日、ヒビノ）
- 団地妻の憂い 第15章（9月5日、I ENERGY）
- 熟愛 インケイジュ（9月5日、ワープエンタテインメント） 共演：浅倉彩音
- みるスポ！（9月7日、みるきぃぷりん♪）
- 犯された義姉（9月7日、Madonna）
- 真性中出し（10月1日、MOODYZ）
- 背徳の団地妻 昼下がりの下半身事情（10月7日、Madonna）
- 手コキクリニック 10（10月8日、SODクリエイト） 共演：堀口奈津美、翔田千里、風間ゆみ、浅倉綾音
- 電流アクメ4〜勃起クリトリス電極責め〜（10月8日、ROCKET）
- 非日常的悶絶遊戯 スイミングレッスンを受ける奥様、麻妃の場合（10月13日、AVS）
- スチュワーデス・イラマチオ（10月15日、ワープエンタテインメント）
- 貶められて、美人女教師精子漬け（10月19日、CROSS）
- マドンナ学園7 〜激情の文化祭闘争〜（10月25日、Madonna）共演：牧原れい子、城エレン、石橋ゆう子、安岡たまき、赤井マリ
- 誰にも言えない禁断のレズ恋愛 親友のママに愛されて…（11月5日、DEEP'S） 共演：みづなれい
- 女体性虐史 夫の前で中出し陵辱（11月5日、ヒビノ）
- 知らなきゃ絶対損をする！これが噂の「男の潮吹き」 北条麻妃がとことん男の潮吹き伝授します！（11月5日、ROCKET）
- 汗だくで腰を振りたくて 北条麻妃（11月13日、百花美人）
- 35歳の○校2年生 北条麻妃のいやらしい体に親子ほど年の離れた男子高○生が群がる（11月19日、SODクリエイト）[15]
- 恥辱の老人ホーム2 美熟女と老人（11月25日、Madonna）
- 女子アナに顔射!ごっくんスペシャル（12月5日、ROCKET） 共演：つぼみ、小澤マリア、早乙女ルイ
- 高級人妻クラブ V（12月18日、なでしこ）
- セーラー服と北条麻紀（12月19日、みるきぃぷりん♪）
- 女社長と美人秘書 深夜の密室レズ調教（12月19日、LADY×LADY） 共演：鷹宮りょう、岡山涼花
- ソルトシャワー 熟若女のおしっこみせて Vol.2（12月19日、ゲロニア/妄想族）他多数出演

- ザーメン病棟24時（1月1日、MOODYZ） 共演：つぼみ、成瀬心美、晶エリー、早乙女ルイ
- マジックミラー号 超ゴージャス!濃密美熟女逆ナンパ 池袋編（1月7日、DEEP'S） 共演：浅倉彩音、村上涼子、有沢実紗
- 北条麻妃のディープスロート包茎クリニック（1月7日、ROCKET）
- 喪服未亡人 本当は夫以外の男が欲しかった貞淑妻を夫の葬儀で汁まみれにしてヤル（1月25日、ヒビノ）
- 浣腸美熟女 北条麻妃（1月25日、ダスッ！）
- ユーザー皆様の企画を実現します！ROCKET2周年記念ユーザーリクエスト祭り作品No,2 北条麻妃と行くファン感謝祭 混浴露天風呂大乱交バスツアー（2月4日、ROCKET）
- ツンデレ熟女 4時間（2月5日、ワープエンタテインメント）※総集編
- 僕にだけ優しい麻妃ママ（2月7日、Madonna）
- 未亡人レイプ恥辱に染まった喪服美女のそそる肉体（2月19日、CROSS） 共演：桜田さくら
- 熟 オナニー・パラノイア（2月19日、ドグマ）
- 我慢できない義姉の匂い（3月4日、ヒビノ）
- あなた、許して…。 恩と情の狭間で（3月7日、アタッカーズ）
- サウナレディのお仕事 北条麻妃（3月18日、SODクリエイト）
- ソルトシャワー 熟若女のおしっこみせて Vol.4（3月19日、アイ映像/妄想族）他多数出演
- マドンナファンの集い 美熟女と行く混浴温泉バスツアー 5（3月25日、Madonna） 共演：川上ゆう、浅倉彩音、仙崎春香、根元純、中森玲子、細川まり、城エレン、矢沢美奈、河合律子、真田友里、北条美里、金森美奈、藤原絵理香
- 温泉浣腸旅行 vol.2～20発羞恥の旅～（4月6日、DEEP'S）
- 義姉凌辱調教～美しき麗奴～（4月13日、溜池ゴロー）
- 体罰レズビアン 美人女教師と薄幸の優等生（4月19日、アンナと花子） 共演：早乙女ルイ
- 女教師 中出し20連発 213（4月22日、アイエナジー）
- 「秘湯 子宝の湯」が実在した。 子供に恵まれない勃起不全の夫が妻を通わせる会員制エステでは若いマッサージ師が妻を妊娠させる膣内射精サービスが行われていた。（4月22日、SODクリエイト） 共演：和葉みれい、小林さとみ
- もう一つの混浴温泉バスツアー 5（4月25日、Madonna） 共演：川上ゆう、浅倉彩音、仙崎春香、根元純、中森玲子、細川まり、城エレン、矢沢美奈、河合律子、真田友里、北条美里、金森美奈、藤原絵理香
- 美脚黒パンストの足コキ発射（5月1日、ワンズファクトリー） 共演：RUMIKA、和葉みれい、真白希実、鈴木ミント、紗奈、愛菜りな
- 労働者とセレブ（5月13日、MOODYZ）
- 弄ばれた家政婦の尻（5月13日、溜池ゴロー）
- 同僚の淫語が激しすぎて（5月20日、タカラ映像）
- ボディコン熟痴女に犯されたい（5月25日、美） 共演：鷹宮りょう、村上涼子、川上ゆう
- こだわりの手コキ 人妻編 7（5月25日、隼エージェンシー）他多数出演
- めざましフェラサービスのある、五ツ星ホテルで働く北条麻妃さん（5月27日、SODクリエイト）
- 女監督ハルナの横取りレズナンパ！vol.02 MM(マジックミラー)号と♂(オトコ)が口説（5月27日、DEEP'S） 共演：素人4人
- 家庭教師レズビアン 年の差を越えた禁断の愛（6月1日、MOODYZ） 共演：松乃涼
- エスカレートしすぎる熟女5人、あなたの自宅に突撃訪問。2（6月11日、プレステージ） 共演：浅倉彩音、川上ゆう、風間ゆみ、中森玲子
- 北条麻妃が本物童貞筆おろし。（7月8日、V&Rプロダクツ）
- 少年野球を応援するママは息子のお友達に夢中（7月22日、SODクリエイト） 共演：結城みさ、村上涼子、黒木菜穂
- 卒業生で一番の有名人AV女優北条麻妃が母校の教壇に立つ（8月5日、SODクリエイト）
- Working Woman’s Legs 08 大手総合法律事務所勤務（8月13日、青空ソフト）
- 母に恋した黒ギャルレズビアン（5月13日、MOODYZ） 共演：彩花ゆめ
- 尻肉にカキコされし女教師（8月19日、タカラ映像）
- 背徳妻（8月20日、なでしこ）
- 丸ごと！北条麻妃8時間（9月7日、Madonna）※総集編
- 夫の借金に縛られた美人妻（9月13日、溜池ゴロー）
- 我マンできない角マンオナニスト（9月13日、マルクス兄弟） 共演：愛音まひろ、黒崎萌華、瀬奈涼、早乙女ルイ、妃悠愛、野中あんり
- 苦悶し溺れ死にする前に 快楽肉棒を根本まで入れてもらった美熟女（9月23日、ヒビノ）
- お掃除にまつわるエロなお話（9月23日、AROUND） 共演：浅倉彩音、川上ゆう、真白希実
- 溜池ゴローが撮り下ろす素顔の女優シリーズ その1 北条麻妃 川上ゆう（9月24日、なでしこ） 共演：川上ゆう
- いやらしすぎ（10月10日、グローバルメディアエンタテインメント） 共演：つぼみ
- 激イラマチオ5人 共演180分SP（10月13日、MOODYZ） 共演：藤本リーナ、武藤クレア、管野しずか、雪見紗弥
- 痴女フェラ最強王座決定戦2010（10月15日、million） 共演：星優乃、川上ゆう、藤井シェリー
- 人妻中出しパンティーストッキング（10月19日、YELLOW） 共演：村上涼子
- 北条麻妃 恥ずかしすぎる最初で最後の排泄（10月21日、SODクリエイト）
- 暗闇で淑女はメスになる!（10月21日、AROUND）オムニバス作品  共演：川上ゆう、柳田やよい、堀口奈津美
- 北条麻妃の人妻レズナンパ（10月25日、Madonna）
- ザーメン1200連発の洗礼（10月25日、ダスッ！） 共演：風間ゆみ
- 淫ら妻の日常 本能むき出し昼下がり妻の下半身（11月7日、桃太郎映像出版）オムニバス作品  共演：水城奈緒、佐藤みき、橘エレナ
- ホンモノ素人宅に訪問！童貞くんを北条麻妃が筆おろし（11月4日、グローリークエスト）
- 熟女レズ 美熟女レズビアン（11月10日、グローバルメディアエンタテインメント） 共演：浜崎りお
- シロムチ美熟女狩り（11月12日、LEO） 共演：川上ゆう
- ベロチューを味わえ!（11月18日、AROUND） 共演：風間ゆみ
- AV女優養成所（11月19日、ROOKIE） 共演：和葉みれい、新井恵
- 増刊激烈美熟女Vol.2 淫乱熟女の劇画的SEXと淫語（11月25日、Madonna）
- フェラコレ熟女編 VIII（11月25日、隼エージェンシー）オムニバス作品 他多数出演
- 寝犯 寝てる女を触りまくり、舐めまくり、イカセまくり、シャぶらせまくり…（12月2日、グローリークエスト） 共演：福永めぐ、星乃せあら、森元あすか、和葉みれい、ましろ杏、RYNN、仁科百華、緋咲アンナ、瞳りな
- イカセ4時間（12月10日、ケイ・エム・プロデュース）
- ママのリアル性教育 6（12月16日、グローリークエスト）
- 近親相姦 母と息子の肉欲交尾（12月16日、センタービレッジ）
- 美しすぎる人妻ピアノ講師に中出しスル!（12月24日、なでしこ）
- マドンナ7周年記念作品 七人の団地妻 ～婦人会長選挙と下着泥棒大騒動～（12月25日、Madonna） 共演：牧原れい子、風間ゆみ、結城みさ、澤村レイコ、艶堂しほり、有沢実紗
- こだわりの手コキ 人妻編 9（12月25日、隼エージェンシー）オムニバス作品 他多数出演

- 潮吹き3D 痴女妻三姉妹物語（1月20日、ネクストイレブン） 共演：瀬名涼、浅倉彩音
- おばあちゃんとお母さんと僕 大近親相姦 孫!息子!溺愛嫁姑の熾烈なちんたま争奪戦（1月20日、センタービレッジ） 共演：高畑ゆり
- 幻母 息子を翻弄しまくる淫乱母の背徳日記（2月1日、VENUS）
- 近親相姦 マン毛ボーボーの母（2月3日、センタービレッジ）
- 義理の息子と夫に愛されて…（2月11日、なでしこ）
- 素人参加企画!憧れの北条麻妃さまに童貞卒業させてもらいませんか?（2月15日、ワンズファクトリー）
- 淫語中出しソープ 17（2月25日、AVS）
- 場末のプリンセス 〜スナック麻妃のママ〜（3月11日、なでしこ）
- 美味しく熟した北条麻妃が、バスタオル姿でファンのお宅に、「押しかけます!」 02（3月23日、プレステージ）
- 北条麻妃4時間（3月25日、なでしこ）※総集編
- 熟女はザーメンがお好き（4月1日、ワンズファクトリー）
- 超ギャル娘と美熟女ママ 禁断のレズ母娘愛（4月7日、GARCON）
- 欲情人妻の混浴温泉旅行（4月8日、なでしこ） 共演：白鳥美玲
- 人妻監禁陵辱 受刑者 04（4月20日、MAD）
- 北条麻妃の美人母娘 ウンチ（5月7日、SODクリエイト） 共演：桜庭彩、いちご
- 欲求不満な社宅妻と美しい義母たち（5月13日、なでしこ） 共演：白鳥美玲、松すみれ
- 綺麗な女医さんの尿道責め（5月13日、マルクス兄弟）
- やられたい!憧れのサド女（5月25日、ながえスタイル）
- 湯けむり近親相姦 母子入浴交尾（6月1日、VENUS）
- 黒人巨大マラ VS 北条麻妃 クィーン陥落!デモニックな肉棒!!（6月10日、グローバルメディアエンタテインメント）
- お義父さま、抱いてください…（6月10日、なでしこ）
- 中出し近親相姦 母子恥辱交尾（7月1日、VENUS）
- 家政婦捜査官（7月8日、なでしこ）
- 美熟女家庭教師×ちびっこ美少女 秘密のレズ授業（7月21日、LADY×LADY） 共演：初芽里奈、早坂愛梨
- オナコレ×パンスト×密室デート Vol.4（8月1日、アイ映像/妄想族）
- 私が性奴に堕ちた理由（8月5日、h.m.p）
- 母と娘の身体が入れ替わっちゃった！（8月6日、アイエナジー） 共演：友田彩也香
- 上玉熟女の中出しソープ 絶品脚線美を持つ三十路遊女（8月10日、グローバルメディアエンタテインメント）
- 介護凌辱愛ケアワーカー（8月12日、なでしこ）
- 親戚のおばさん（8月18日、センタービレッジ）
- AV女優出張ヘルス ハッピーマットパラダイス（8月19日、イエロー）
- 極悪企画で、北条麻妃を酔わせて欲望のまま犯しまくろうと、女ADに酒を持って行かせたら北条さんがゲキヤバ発情してワヤクチャ乱交騒ぎに成ってしまいました。（8月20日、ヒビノ）
- ち○ぽ嬲りの虜になった私 ヨガ教室に通う健康的な美淑女編（8月20日、SODクリエイト） 共演：堀口奈津美、浅倉彩音、細川まり
- 母子交尾 [宇佐美路]（8月24日、ルビー）
- 美熟女レズスワッピング（8月25日、Madonna） 共演：風間ゆみ、晶エリー、川上ゆう
- 近親相姦 お母さんの美尻（9月1日、ワンズファクトリー）
- 衝撃!男の頭までスッポリ入るメガマ○コ 北条麻妃のスカルファック（9月8日、ROCKET）
- 未亡人に犯される夫の愛人（9月13日、U&K） 共演：加藤ツバキ
- 熟女レズ義姉妹 淫乱サド姉に抗えない真性マゾ妹（9月19日、VENUS） 共演：村上涼子
- 鬼太巨根 北欧からきた50cm砲（9月23日、ケイ・エム・プロデュース）
- 非日常的悶絶遊戯 撮影会の素人モデルのバイトを始めた奥様、麻妃の場合（9月25日、AVS）
- 親友の母（10月5日、ルビー）
- キモ男に犯される檀家の後家さん（10月13日、マルクス兄弟）
- 北条麻妃大全集（11月3日、センタービレッジ）※総集編
- Best of 北条麻妃（11月3日、アウダースジャパン）※総集編
- 舐めまくり吸いつくし私の口マンコでザーメン搾り取ってあげる（11月13日、AVS） 共演：管野しずか、高沢沙耶、横山みれい、小峰ひなた、艶堂しほり（遠藤しおり）
- 超人気AV女優が離島で真剣お見合い（12月8日、SODクリエイト） 共演：結城みさ、中森玲子、村上涼子
- 美貌セレブ妻 夫の前で恥辱SEX講習（12月9日、Mellow Moon）
- 北条麻妃の世界（12月13日、AVS collector’s）※総集編
- 小沢アリス レズ解禁（12月13日、E-BODY） 共演：小沢アリス
- コスッて熟女神 5（12月19日、ミル）
- 美熟女ドキュメント 北条麻妃のすべて（12月24日、HMJM）

- 温泉旅館の欲求不満な三姉妹 〜近親交尾に痴態を晒す女たち〜（1月13日、なでしこ） 共演：結城みさ、成瀬心美
- 露天混浴温泉郷（1月19日、グローリークエスト） 共演：村上涼子
- S級熟女コンプリートファイル 北条麻妃 4時間（1月19日、VENUS）※総集編
- お尻、すっごい!（1月30日、MARRION）
- コレクターズエディション4時間（2月13日、マルクス兄弟）※総集編
- み〜んなぁ〜 相手してあげる。 童貞くんって可愛いのね（3月1日、タカラ映像）
- 真性生中出し（3月15日、ワンズファクトリー）
- 社員旅行で酔っ払った同僚と中出しSEX（4月13日、溜池ゴロー） 共演：結城みさ、水沢真樹、澤村レイコ
- PREMIUM 生姦中出し 225min（4月19日、CREAM PIE）
- 美熟女ソープ壺姫御殿（5月7日、Madonna）
- プレミアおなら（5月20日、レイディックス）
- 女王様は北条麻妃（5月25日、AVS collector’s）
- 募集したド素人とガチでまぐわう!!（5月25日、ゲインコーポレーション）
- 近親[無言]相姦 隣にお父さんがいるのよ…（6月1日、VENUS）
- 極エロ女神の淫語誘惑（6月13日、AVS collector’s）
- 女王様監禁レズ凌辱 牝マンコに堕落していく元本指名No.1（6月19日、アンナと花子） 共演：堀口奈津美、東尾真子、小倉も
- 変態解禁 野外浣腸と変顔と露出（6月20日、プールクラブ・エンタテインメント）
- たびじ 高校教師（6月21日、タカラ映像）
- 北条麻妃は黒人メガチ○ポに夢中（6月29日、あたご屋）
- アナル初解禁＆1本限りのSOD独占契約!初めての二穴同時「真正中出し」FUCK（7月5日、SODクリエイト）
- 社宅妻スワッピング ～夫の留守に男を弄ぶ痴熟女乱交～（7月7日、Madonna） 共演：紫彩乃、牧原れい子
- 兄嫁は僕のモノ（8月10日、ケイ・エム・プロデュース）
- 継母と亡夫の連れ子 レズビアン背徳躾け（8月19日、アンナと花子） 共演：羽田桃子
- 素人限定!一日宅配ソープ嬢（9月14日、ケイ・エム・プロデュース）
- 幻母 禁断母子スワップ 放尿！失禁！エロ潮大噴射姉妹（9月19日、VENUS） 共演：紫彩乃
- ユーザー皆様の企画を実現します！ROCKETユーザーリクエスト祭り番外編 TVの前のユーザー皆様に究極のオナニーを約束します！ 淫語女子アナ チ○ポ、マ○コをカメラ目線で連呼する超真面目なニュース番組（9月20日、ROCKET） 共演：椿ゆい、岡崎エリナ
- 中出し人妻不倫旅行 26（9月25日、ビッグモーカル）
- 人気女子アナウンサーがお届けする！！Hで真面目な報道スポーツ番組 ‘SOD NEWS’（10月6日、SODクリエイト） 共演：琥珀うた
- Shake Body Ver.28（10月25日、AVS collector’s）
- イヤラシすぎる美人妻 〜淫ら誘惑（10月26日、Mellow Moon）
- 義母相姦 母子ゲーム（11月1日、VENUS）
- 人妻野外露出レズ（11月7日、Madonna） 共演：志保
- ノーパンパンストで発情する女たち Ver.3 ピチピチミニスカで挑発するノーパンパンスト家政婦、麻妃さん32歳（11月13日、AVS collector’s）
- 月刊 モーレツ 男の妄想炸裂!エロビデオ（11月13日、夢屋）
- レズバトルに溺れる人妻たち…。 〜愛欲にまみれた昼下がりの情事〜（11月22日、DEEP'S） 共演：結城みさ
- 人妻寝撮られ奴隷契約（12月1日、ワンズファクトリー）
- ユーザー皆様の企画を実現します！ROCKET5周年記念ユーザーリクエスト祭り作品NO，6 お仕置きビンタから潮まみれレズ調教 上下関係がしっかりした女同士の美しく官能的なお仕置きと泥沼レズ（12月20日、ROCKET） 共演：瀬名あゆむ、ありさ、加藤ツバキ、上原亜衣、矢部ひまり
- 初コラボ！！ながえSTYLE×マドンナ ボロアパートの身売り事情！ 肉欲地獄に堕ちる母 前編 マドンナ9周年記念作品（12月25日、マドンナ）

- 人妻デリバリー 31（1月11日、クリスタル映像） 共演：折川菜由、河原美咲、優月良花、花園多香子
- 初コラボ!!ながえSTYLE×マドンナ ボロアパートの身売り事情! 肉欲地獄に堕ちる母 後編（1月25日、サイドビー）
- Sランク!美熟女（2月1日、抜玉/エマニエル）
- 美熟女レズマンション〜ようこそラ・レズメゾンLa lesmaisonへ〜（2月1日、VENUS） 共演：三浦恵理子、柳田やよい
- 人妻パンスト家庭教師（3月1日、カマタ映像）
- 熟女の営むエステサロン 8 絶対あるある裏メニュー（3月8日、クリスタル映像） 共演：松下花梨、みずたまり、真鍋千枝
- 北条麻妃と舌をベロベロに絡ませ合いながら堀口奈津美に肉棒しゃぶり溶かされる死んでもいいほど贅沢な3Pセックス（3月13日、アロマ企画） 共演：堀口奈津美
- 北条麻妃の世界 Part.2（3月13日、AVS collector’s）※総集編
- M性癖の中年男性に贈る、リアリズムエロス 熟女、熟女、熟女、痴女!（3月25日、サイドビー） 共演：川上ゆう、細川まり、浅倉彩音、結城みさ、川瀬さやか
- ショタ・チビ亀くんのハレンチいたずら日記（3月29日、ドリームステージ）
- 浮気がしたい人妻たち（4月1日、FAプロ・プラチナ） 共演：倖田李梨、水嶋あい
- 私、いい感じに熟してきました。!（4月13日、CREAM PIE）
- 肉便器先生（4月19日、ドグマ）
- 友人の母親（4月19日、VENUS）
- 性格の悪い女 肉体的、心理的苦痛で崩壊寸前のブサ女!!! これが陰湿で残酷な「女」のイジメ!（4月20日、レイディックス） 共演：高沢沙耶
- 四六時中クンニリングス 01 快感に耐える顔が美しい5人の女たち（4月20日、プールクラブ・エンタテインメント） 共演：塚本アンナ、ありさ、大城かえで、愛代さやか
- マッサージで感じちゃった僕。 その10（4月25日、アロマ企画） 共演：近藤綾奈、堀口奈津美、友田彩也香
- 淫語中出しソープ34（4月25日、AVS collector’s） 共演：加藤ツバキ
- 浮気妻はスゴ淫です 9（4月26日、クリスタル映像） 共演：戸田優子、青山京香、元木綾子、丸山紫乃
- 熟女全裸家政婦（4月26日、なでしこ）
- レズビアン2穴悶絶アクメ秘書室 エリート美女の誰にも云えないパワハラ浣腸ケツ穴オルガ（5月19日、アンナと花子） 共演：愛咲れいら

- S級熟女コンプリートファイル 北条麻妃4時間 其之弐（1月1日、VENUS）
- 人格崩壊 OL 北条麻妃（1月1日、熟女JAPAN/エマニエル）
- 罪と罰 下巻 ～加虐性愛に憑かれた女達～（1月4日、オルガ）共演：川上ゆう
- 全裸オイルキャットファイト（1月9日、ROCKET）共演：真木今日子、加藤ツバキ、西園寺れお、藤堂ルシア、高澤美優、樹 花凜、愛咲リア
- 母さんのパンチラ 30人4時間（1月9日、センタービレッジ）※総集編
- 北条麻妃の悲しみ横丁 女将の涙肌（1月10日、ホットエンターテイメント）共演：藤沢未央
- アンナと花子 6周年記念 全作品コンプリートBOX 16時間4枚組（1月19日、アンナと花子）※総集編
- キマリすぎた敏感絶品BODY8時間（1月19日、乱丸）※総集編
- プレミア極嬢おなら 2 968発6時間 ～無○正アナルが奏でる上質おならの協奏曲 第2章～（1月22日、レイディックス）※総集編
- 近親相姦 母と息子の肉欲交尾 SUPER DX 30タイトル8時間（1月23日、センタービレッジ）※総集編
- 社宅妻スワッピング ～夫の留守に男を弄ぶ痴熟女乱交～（1月23日、Madonna）共演：牧原れい子、紫 彩乃
- ディルドオナニー 100人8時間（1月25日、マルクス兄弟）※総集編
- 非日常的悶絶コレクション 第十三集（1月25日、AVS collector’s）共演：紫彩乃、水嶋あずみ、結城みさ、細川まり、加藤ツバキ、美山蘭子、管野しずか、優木明日花、小林さとみ
- 美熟女悦楽崩壊…ふしだら熟女 北条麻妃×風間ゆみ BEST4時間（1月25日、アックスドットコム） 共演： 風間ゆみ
- 鬣-たてがみ- まん毛 20人4時間（1月30日、センタービレッジ）※総集編
- 淫殺女仕置き人 ULTIMATE BEST 8時間コンプリート(2月1日、MOTHERS ENTERTAINMENT PICTURES) 共演：風間ゆみ、琥珀うた、山本美和子、一ノ瀬アメリ、柳田やよい、稲川なつめ
- 真性中出し特濃107連発（2月1日、MOODYZ）※総集編
- 本格SM解禁！！ 女保険外交員 縛られ枕営業（2月7日、Madonna）
- バイト先のパートのおばさんが、エロ過ぎて困った件。（2月8日、LEO）共演：大橋ひとみ、結城みさ
- THE BEST 性感エステ 30編（2月13日、BACK DROP）共演：つぼみ、成瀬心美、仁科百華、結城みさ、小早川怜子、加納綾子、風間ゆみ、内田美奈子、桐岡さつき
- イキっぱなし淫乱SEX16時間（2月19日、乱丸）※総集編
- Sランク！美熟女 北条麻妃（2月23日、抜玉/エマニエル）
- メガネが似合うエロカワ娘 50人4時間（2月23日、マルクス兄弟）※総集編
- 美脚＆美尻×黒タイツ＆黒パンスト×4時間（2月23日、マルクス兄弟）共演：澤村レイコ、風間ゆみ、佐伯奈々、黒木麻衣、内田真由、黒木アリサ、紗奈
- セックスカウンセラー 北条麻妃の性感クリニック（2月25日、Mellow Moon）
- 他人の女は蜜の味 人妻を犯す20人（2月25日、グローバルメディアエンタテインメント）※総集編
- 渡辺琢斗大図鑑 8時間 Premium Best 3（2月25日、AVS collector’s）※総集編
- 金粉奴隷秘書（2月28日、ヴァンアソシエイツ）
- 超豪華女優 STAR BOX 20人4時間（3月6日、センタービレッジ）※総集編
- 衝撃再び!! 黒人と美熟女（3月7日、Madonna）
- 子供が欲しくて欲しくて堪らない不妊治療を続け中出しを懇願する美人妻の場合（3月13日、タカラ映像）
- 寝取られ美熟女レズレイプ（3月13日、U＆K）共演：柏木あづさ、神乃いずみ
- 友人の母 息子の友人に犯され、幾度もイカされてしまったんです…（3月13日、溜池ゴロー）
- ホッパンデニム美巨尻（；´Д｀）顔面騎乗（3月15日、MARRION）共演：黒木いちか、村上涼子、木村つな、竹内紗里奈、上原亜衣、武井麻希
- 汗！ヨダレ！潮！無我夢中ガムシャラ汁まみれ絶頂68連発4時間（3月19日、乱丸）※総集編
- 完熟マダムPREMIUM 8時間 2（3月21日、クリスタル映像）※総集編
- きれいなお姉さんたちのチン棒寸止め遊び（3月22日、ラッシュ）共演：加藤ツバキ、小早川怜子、松本まりな、音無かおり
- 40人の黒ストッキング足コキ 2枚組8時間（3月23日、Fetishist/妄想族）※総集編
- ほろ酔いビアンの夜這いレズ（3月23日、U&K）共演：倉木みお、藤咲沙耶、水沢真樹、羽月 希、加藤ツバキ
- 女王様は北条麻妃（3月23日、AVS collector’s）
- 100人の超絶手コキ 8時間（3月25日、マルクス兄弟）※総集編
- 小森愛レズ解禁!! 女性専用車両 人妻レズ痴漢（3月25日、Madonna）共演：小森 愛、村上涼子
- 非日常的クネクネ映像コレクション VII（3月25日、AVS collector’s）※総集編
- スーパー潮吹き50人 4時間（3月28日、ケイ・エム・プロデュース）※総集編
- 美熟女30人生中出し 8時間（3月28日、なでしこ）※総集編
- レズism 4時間（4月4日、h.m.p）※総集編
- S級母と密着入浴 20人4時間（4月7日、VENUS）※総集編
- 濃厚完熟マ●コ 食べ頃アワビのグチョグチョSEX 13人（4月7日、桃太郎映像出版）※総集編
- 淫乱AV乱丸 2013年発売作品全部入り8時間（4月19日、乱丸）※総集編
- 強制肉便器に成り下がった女たち 凌辱・レイプ・輪姦 21タイトル 8時間（4月19日、CROSS）※総集編
- 絶頂寸前の気持ち良すぎるオナニー200人16時間（4月19日、Rookie）※総集編
- 肌のキメ細かさ・ツヤ・弾力がまるで20代のように若々しい美魔女 16時間（4月19日、Rookie）※総集編
- ダスッ！7周年記念77タイトル7時間SPECIAL EDITION（4月25日、ダスッ！）※総集編
- ディルドオナニー30人4時間（4月25日、TMA）他出演：さとう遥希、上原亜衣、宇佐美なな 他
- 淫ボイス2（4月25日、AVS collector’s）
- 完全撮り下ろし!! 美熟女トイレオナニーコレクション 25人4時間30分（4月25日、Mellow Moon）※総集編
- 母と息子の近親相姦 88人のママ12時間（4月25日、マルクス兄弟）※総集編
- 義母のブラが浮いている（5月8日、タカラ映像）共演：澤村レイコ、矢部寿恵、高嶋美鈴
- おスペの女神（5月13日、アロマ企画）共演：松本まりな、円城ひとみ、長澤 郁
- 完全パンストフェティッシュ 3（5月13日、AVS collector’s）
- どすけべ妻のいやらしいフェラチオ 40連発4時間（5月15日、プリモ）※総集編
- 2000年代AV界の頂点を極めたAV女優100人16時間（5月19日、Rookie）※総集編
- 艶色っぽい淫語（5月19日、Fetish Box/妄想族）
- 射精5分前ピストンにイキ狂う淫乱女88連発8時間（5月19日、乱丸）※総集編
- あなた、許して…。総集編2（5月23日、ATTACKERS）共演：管野しずか、長澤あずさ、芹沢 恋、雪見紗弥
- 世界で一番大きなチンポを持つ男のSEX（5月23日、ROOKIE）共演： 水沢真樹、澤村レイコ、結城みさ
- セクシーコスチューム濡れ透けコレクション I（5月25日、AVS collector’s）※総集編
- パイパン解禁!! 剃毛で敏感になったパイパン水着妻 ～羞恥に悶える無毛のスイミングレッスン～（5月25日、Madonna）
- 友人の妻はドスケベ家庭教師（6月1日、VENUS）
- 美熟女の淫尻ぴったりタイトスカートFUCK 8時間（6月7日、Madonna）※総集編
- デカちん吸い込む極上のフェラチオ100人8時間（6月13日、ケイ・エム・プロデュース）※総集編
- 口射＆顔射の瞬間！カムショット500連発!!（6月13日、MOODYZ）※総集編
- 透けるマンコに張り付く陰毛、ノーパンパンスト至福の8時間スペシャル！！（6月13日、AVS collector’s）※総集編
- 夫の親友に犯され感じてしまった私…（6月13日、溜池ゴロー）
- 拘束、鞭打ち、ロウソク。あらゆる手段で女を痛めつけるSM 16時間（6月19日、ROOKIE）※総集編
- 自我崩壊 トランス自慰（6月19日、乱丸）※総集編
- 女性社員だけの宴会に勘違いで呼ばれたピンクコンパニオン（6月19日、ROCKET）共演：浜崎真緒 芦名ユリア 加藤ツバキ（夏樹カオル）
- 発射寸前！窒息しそうなほど喉奥を責めそのまま射精する、気持ち良すぎるイラマチオ16時間（6月19日、ROOKIE）共演：総集編
- 2穴＆輪姦鬼畜中出し！ 8時間（6月25日、ダスッ！）共演：総集編
- ボンデージの虜 M男調教QUEEN 北条麻妃（6月25日、未来 フューチャー）
- 北条麻妃プレミアムBOX12時間（6月25日、マルクス兄弟）
- 近親相姦中出しソープ 初めての熟女風俗、指名したら母ちゃんだった（7月1日、VENUS）
- 受身手コキの快楽 痴女たちのチ○ポ遊びSPECIAL 4時間（7月1日、Fetish Box/妄想族）※総集編
- 友人の母親 総集編3（7月1日、VENUS）※総集編
- 超脚パンストクイーン 9（7月5日、ジャネス）
- 100人8時間 悶え感じる淫らな美熟女たち（7月11日、ケイ・エム・プロデュース）共演： 森ななこ 川上ゆう（森野雫） 椎名ゆな さとう遥希 野村萌香 紗奈 みなせ優夏 北川美緒 山本美和子
- 熟女ど淫乱レズ痴態 ～鬼才！滝口シルヴィア監督レズ作品集3～（7月13日、U&K）共演：山本美和子 内田美奈子 川上ゆう（森野雫） 結城みさ 艶堂しほり（遠藤しおり） 妃乃ひかり SHUMEI 水嶋あい 美咲結衣
- 美麗顔騎妻（7月14日、メディア総販ソレイル）
- SEXするだけじゃ満足出来ない！挿入しながら更にその体を弄ぶ16時間(7月19日、ROOKIE) ※総集編
- レズれ！ 祝 1周年記念 初めてのベスト4時間（7月19日、レズれ！）※総集編
- 厳選！淫乱女優24人の感度が高すぎる熱情SEX（7月19日、乱丸）※総集編
- 美熟痴女の温泉ツアー（7月23日、美）共演： 風間ゆみ、結城みさ、川上ゆう、村上涼子
- Shake Body Collection Ver.6（7月25日、AVS collector’s）共演：羽月 希、音無かおり、山本美和子、小早川怜子
- 女を道具のように扱う集団強姦 8時間（7月25日、ダスッ！）※総集編
- 人妻不倫百景8時間!!（7月25日、クリスタル映像）共演：結城みさ、東田結、艶堂しほり、森下麻子
- 美脚パンストOL、オフィスで逆セクハラ（7月25日、Mellow Moon）共演：加藤ツバキ、葉山弓子
- 脚コキ倶楽部 脚コキが気持ち良すぎて発射しちゃったボク！（7月31日、バミューダ/ヴァンアソシエイツ） 共演：さとう遥希、翔田千里
- ミニスカ美脚キャビンアテンダント 魅惑のパンチラエアライン（8月1日、Fitch）
- 麗しの美脚パンストフェチ 御用達 デリヘル妻（8月1日、LADY★BABA/エマニエル）
- REALのイカセ・フェラ・オナニー・ハードSEXまで全て見せます 100人8時間BEST（8月8日、ケイ・エム・プロデュース）※総集編
- ネコとタチ あわびとはまぐり（8月13日、FAプロ） 共演： 竹内紗里奈、水嶋あい、手塚みや、熊谷麻美、桐原あずさ、浅倉彩音、浅井千尋
- 働くお姉さんの日替わりパンスト誘惑SEX31本番!!（8月13日、MOODYZ）※総集編
- 美人妻レ×プ（8月13日、溜池ゴロー）
- 時代官能物語～懐かしの昭和に彩られた至高のオルガズム全集～（8月14日、オルガ）共演：川上ゆう、結城みさ、風間ゆみ、牧原れい子、翔田千里
- キレイなお姉さんの淫語手コキ（8月15日、ジャネス）共演：桜井あゆ、冴島かおり、竹内紗里奈、澤村レイコ、北川 瞳、稲川なつめ
- M男の為の亀頭＆尿道責め 4時間（8月19日、湘南/妄想族）※総集編
- Top of the AV ROOKIE×25メーカー厳選！SEX24時間 SSS級女優150人（8月19日、ROOKIE）※総集編
- おじいちゃんとSEX16時間（8月19日、ROOKIE）※総集編
- モッチモチでツルツル！さらにスベスベな美肌女優とセックス 16時間（8月19日、ROOKIE）※総集編
- 元気すぎるお爺ちゃん…老いて益々旺ん！美人家庭奉仕員（ホームヘルパー）とやる！（8月22日、なでしこ）共演：加藤ツバキ
- 熟女がイク瞬間4時間 Vol.2（8月23日、溜池ゴロー）※総集編
- 会員制 癒し系 美熟女パブ（8月25日、Mellow Moon）
- 見せつけ、クネる、悶える、欲しがる、美脚オナニスト 2（8月25日、AVS collector’s）※総集編
- 人気熟女 濃厚誘惑SEX4時間（8月25日、Mellow Moon）共演：風間ゆみ、妃乃ひかり、翔田千里、結城みさ、矢部寿恵、花島瑞江、松本まりな、甲斐ミハル、星 杏奈
- 息子を誘惑する日焼け母（8月25日、Madonna）
- 犯されて… ストーカーに捕らわれたスナックの美人ママ（9月1日、熟女塾/エマニエル）
- 誘惑パンスト美痴女（9月1日、Fetish Box/妄想族）
- BEST OF 熟女の営むエステサロン 大悶絶8時間（9月5日、クリスタル映像）※総集編
- クリスタルソープへようこそ ～最高に気持ちのいい8時間～（9月5日、クリスタル映像）※総集編
- ボンデージQUEENのM男アナル躾（9月5日、未来 フューチャー）共演：竹内紗里奈、桜井あゆ、澤村レイコ、有村千佳、栗林里莉
- 親戚のおばさんSUPER DX 20人8時間（9月11日、センタービレッジ）※総集編
- 愛の漂流者～本当にあったワタシの性自伝（9月12日、オルガ）
- スレンダー美人妻8時間（9月13日、溜池ゴロー）※総集編
- 淫語中出しソープ Best Collection 6（9月13日、AVS collector’s）共演：北島 玲、紫 彩乃、加藤ツバキ、江波りゅう、小早川怜子、稲川なつめ
- 溜池ゴロー2014年上半期総集編全53タイトル8時間（9月13日、溜池ゴロー）※総集編
- 絶技！病みつき回春エステ 3（9月15日、ジャネス）
- 家族や彼氏…誰かの目の前で恥ずかし過ぎるSEX16時間 ダメなのに感じちゃう！（9月19日、ROOKIE）※総集編
- 女が「イクッ！」3分前160コーナー8時間（9月19日、乱丸）※総集編
- 寸止め焦らしで大暴発スペシャル VOL.5（9月19日、Fetish Box/妄想族）※総集編
- 欲求不満を見透かされて…マッサージで感じてイカされた女達！（9月23日、溜池ゴロー）※総集編
- 私、いい感じに熟してきました。！ 北条麻妃【激安アウトレット】（9月24日、CREAM PIE）
- 丸ごと！北条麻妃8時間（9月25日、Madonna）※ベスト
- 昭和の性犯罪史 『棺桶村』連続中出し婦女暴行事件（9月25日、グローバルメディアエンタテインメント） 共演：尾島みゆき
- 美脚熟女10人 ベスト4時間（9月25日、Mellow Moon）※総集編
- 美熟女ベスト 北条麻妃4時間（9月25日、Mellow Moon）
- 淫語オナニー中毒 3 4時間（10月1日、Fetish Box/妄想族）※総集編
- 狂乱幻獄Men‘s アナル・オーガズムのすべて 狙われた僕のケツマ○コ（10月1日、MOTHERS ENTERTAINMENT PICTURES）※総集編
- 催眠中毒 セキュリティーウーマン（10月1日、催眠研究所別館）
- 悩殺アクメ淫語オナニー vol.4（10月5日、ジャネス）※総集編
- ATTACKERS PRESENTS 籠城 全編ノーカット完全版（10月7日、ATTACKERS）※総集編
- ノンストップレイプ！ 北条麻妃を時間の限り犯りまくる！(10月9日、センタービレッジ)
- 相互干渉系背徳相姦エロ艶劇 寝取られた部下の嫁 上司の前妻に見紛う程に瓜二つで性欲を強烈に煽動させる部下の美人嫁（10月9日、タカラ映像）共演：加藤ツバキ
- レズビアンポルノ ネコとタチ ムショ帰りのタチが辿る愛の地獄（10月13日、FAプロ・プラチナ）共演：浅井千尋 辺見麻衣 熊谷麻美
- 生涯を夫だけと誓った妻の完堕ち自我崩壊SEX（10月13日、溜池ゴロー）※総集編
- どすけべ妻のいやらしいフェラチオ 40連発4時間 第六章（10月15日、プリモ）※総集編
- 淫乱Sexyナースの痴療（10月15日、未来 フューチャー）
- 淫語フェラBEST Vol.3（10月19日、Fetish Box/妄想族）
- 角マンオナニー 4時間（10月19日、湘南/妄想族）※総集編
- 射精直後の敏感ち○ぽを丁寧にお掃除フェラ16時間（10月19日、ROOKIE）※総集編
- 超絶品 美しいカラダ美熟女 16時間（10月19日、ROOKIE）※総集編
- 凌辱と鬼畜の凶気姦獄 16時間（10月19日、ROOKIE）※総集編
- 美熟女30人のオナラ(10月20日、レイディックス）※総集編
- 相互干渉系背徳相姦エロ艶劇 寝取られた上司の嫁 部下の元同僚で過去の恋愛感情を再び蒸し返させる後妻の上司の美人嫁（10月23日、Doppel）共演：夏樹カオル
- 極エロ女神の淫語誘惑～淫語だらけの特別限定10枚組プレミアムBOX～（10月25日、AVS）※総集編
- 中出し近親相姦 お義父様やめて下さい 義理の父に中出しされる息子の嫁 BEST 4時間（10月25日、ビッグモーカル）※総集編
- 美熟女オフィス逆セクハラ 社長編 12名 4時間（10月25日、Mellow Moon）※総集編
- 尻 THE BEST OF IRIS（10月30日、MARRION）※総集編
- ちょっ…、マジやばい。 あたま真っ白、乳首ピンコ勃ち。 そして、同時に（下も）責められたら僕もうダメっ！（11月1日、 MOTHERS ENTERTAINMENT PICTURES）
- 鬼抜きリップサービス 肉棒をこよなく愛する美女（11月1日、Fetish Box/妄想族）
- 媚薬浣腸エビ反り噴射（11月1日、CORE）
- 超★高級ソープ 三十路編 8時間DX（11月7日、クリスタル映像）※総集編
- 麗しのマネキン夫人総集編（11月7日、VENUS）※総集編
- ヘンリー塚本のセックスのすすめ 挿入篇（11月13日、FAプロ・プラチナ ）共演：松嶋友里恵、水嶋あい、桜 瀬奈
- 誘う人妻たち8時間（11月13日、溜池ゴロー）※総集編
- 輪姦される人妻8時間（11月13日、溜池ゴロー）※総集編
- 罪と罰 ～完全版～（11月14日、オルガ）共演：川上ゆう
- どすけべ妻のいやらしいフェラチオ 44連発4時間 第七章（11月15日、プリモ）※総集編
- 華麗なるパンストオナニー 3（11月15日、ジャネス）他出演：結城みさ、瀧川花音、佐々木恋海、夏目優希、竹内紗里奈、小西まりえ
- ガツガツ腰振りトランス騎乗位（11月19日、乱丸）※総集編
- 淫語手コキで脳内快楽中枢を刺激せよ！ 4時間SP（11月19日、Fetish Box/妄想族）※総集編
- 子宮の疼きがガマンできずに他人棒でヨガリ狂う美人妻たち（11月19日、MANJIRO/エマニエル）※総集編
- 思いのママ、気の向くママ、本能のおもむくママに美熟女のほっこり優しいSEX16時間（11月19日、ROOKIE）※総集編
- 熟女の匂い立つ足裏 艶熟フェチ画報（11月19日、熟女塾/エマニエル）共演：翔田千里、真弓あずさ
- 狙われた美人妻！鬼畜セールスマンに襲われ犯れ肉便器と化す（11月19日、艶熟/エマニエル）
- 美脚パンストマニアックス 極上の悩殺ストッキング 4時間（11月19日、Fetish Box/妄想族）※総集編
- 複数の男たちで顔もカラダも精子で汚しまくる！ぶっかけ輪姦BEST 16時間（11月19日、ROOKIE）※総集編
- 尻コキ倶楽部（11月20日、バミューダ/ヴァンアソシエイツ）共演：阿部乃みく、夏樹カオル、浜崎真緒、矢部寿恵
- 淫殺女仕置き人 Vol.7 猛獣使いの女・北条麻妃 残酷！ 男魂クラッシュ・アクメ（11月23日、MOTHERS ENTERTAINMENT PICTURES）
- AV女優の世界 総勢9人10枚組 プレミアムBOX（11月26日、AVS collector’s）※総集編
- 接吻情事 接吻映像の巨匠 藤元ジョージ厳選コレクション 至高の接吻セックス映像！（11月28日、なでしこ）※総集編
- 狂おしいほどオナニーしたい 7（12月1日、Fetish Box/妄想族）※総集編
- 暴発モード突入 射精は急には止まらない 玩ばれるギン勃ちチ○ポ 4時間（12月1日、Fetish Box/妄想族）※総集編
- NON STOP FUCKING！！美女100人の100連続FUCK8時間（12月5日、クリスタル映像）※総集編
- 絶対にしてはいけない人を（レズる）犯る 4 本当はダメだとわかっていてもレズりたい！「もうやめて…」と拒むノンケ女はねちっこい「舌」とイヤラシイ「指」で弄られさらにオマ○コをグチョグチョにしイキ狂う！（12月5日、ジャネス）共演：友田彩也香
- 【旦那の目を盗んで】近所で一番綺麗な奥さんと不倫温泉ねっとり旅情～情緒溢れる旅館で夫を忘れ寝取られる美巨乳妻に中出し受精…15人4時間（12月12日、TMA）※総集編
- 美人妻達のフェラチオ300本16時間（12月13日、溜池ゴロー）※総集編
- クンニ絶頂トランス117連発（12月19日、乱丸）※総集編
- ヌルっと気持ち良い！感度ビンビン！ローションSEX16時間（12月19日、ROOKIE）※総集編
- レズれ！はじめての年間ベスト 女と女の本気イキ総集編 8時間SP（12月19日、レズれ！）※総集編
- 発射寸前！我慢汁垂れ流しの気持ちいいフェラチオ320連射16時間 第3弾（12月19日、ROOKIE）※総集編
- お母さんが初めての女になってあげる（12月20日、ABC/妄想族）
- 見つめられながらの上品な卑猥語（12月20日、Fetish Box/妄想族）
- 親友を誘惑する肉食母さん 2（12月20日、Mellow Moon）共演：伊織涼子、里中亜矢子、彩美ルリ子
- 12名の働くおばさん 男を誘うムレて臭めの完熟マンコ 4時間【激安アウトレット】（12月24日、抜玉/エマニエル）※総集編
- 人間フォンデュタワー 2(12月25日、ビッグモーカル）共演：矢部寿恵、翔田千里
- 淫語で誘う妄想マダム ～寸止め生殺し痴女の日常生活～ 4 人目も気にせず僕のチ●コを狙ってくる美人でスケベな人妻のパンチラ挑発に思わず精子をぶちまける！（12月26日、なでしこ）

- 剛毛ママ 20人4時間（1月7日、VENUS）※総集編
- 厳選、美女凌辱2 いい女は犯しても美しい 選りすぐり美女16人480分（1月7日、ATTACKERS）※総集編
- 毎夜違う人妻さんでヌける！！31人の日替わり性交12時間（1月13日、溜池ゴロー）※総集編
- 美人妻のレイプ願望 4 奥さんが豊満なエロエロボディでフェロモンをまき散らすものだからムラムラして勃起してしまった俺。いきなりギンギンに勃起したチ○ポを見せつけて、溜まった濃厚なザーメンをぶちまけてやりたい！（1月18日、サンワソフト）
- 女教師スペシャル 30人4時間（1月19日、湘南/妄想族）※総集編
- 誰にも言えず、誰にも知られたくない。禁断 近親相姦16時間（1月19日、ROOKIE）※総集編
- 高画質 淫女と艶女が百合し愛し乱れ合う レズ性交16時間（1月19日、ROOKIE）※総集編
- 生活感のある部屋でのSEXほどエロいものはない16時間（1月19日、ROOKIE）※総集編
- 強制発射！超絶テクの気持ち良すぎる手コキ絶頂210連射16時間（1月19日、ROOKIE）総集編
- 没落セレブ妻 恥辱のセックス講習（1月19日、MANJIRO/エマニエル）※総集編
- これぞドライオーガズムの頂点 男の潮吹き 4時間スペシャル4（1月19日、Fetish Box/妄想族）※総集編
- ハメ狂い濡れマ○コ ドスケベな女たちが一心不乱にイキまくる絶頂SEX（1月19日、Fetish Box/妄想族）※総集編
- ワイセツな美脚で抜かれたい 4時間（1月19日、Fetish Box/妄想族）※総集編
- 甘い躾 M男の理想的エロス Vol.2（(1月20日、未来 フューチャー）
- 未体験快楽ゾーン 男の潮吹きオーガズム 2（1月20日、ジャネス）※総集編
- 嫁と姑 誰にも言えない禁断な関係 2（1月23日、なでしこ）共演：友田彩也香
- 本当にあったエッチな体験8時間 突然やってきたAV女優と自宅でSEX30連発！！（1月23日、クリスタル映像）※総集編
- 美熟女4時間 どんなチ○ポもタタせます SEXカウンセラー ベスト（1月25日、Mellow Moon）※総集編
- 義母と子♯1 高齢親父の苦悩・子作り儀式（1月25日、グローバルメディアエンタテインメント）共演：北川エリカ
- ボンデージの虜 M男調教QUEEN DX 4時間 Vol.3（1月30日、未来 フューチャー）※総集編
- 激☆足コキ 美脚でM男汁の生搾り 2(1月30日、未来 フューチャー）※総集編
- 淫熟フェロモン交尾 Vol.2（1月30日、ジャネス）
- 甘い接吻と濃厚なSEX 激しくキスを求め合いお互いの肉体を貪り尽くす男と女（2月1日、Fetish Box/妄想族）※総集編
- 淫語フェラBEST Vol.4（2月1日、Fetish Box/妄想族）※総集編
- 2014年全作品収録 美熟女作品集 50発射（2月1日、ABC/妄想族）※総集編
- 温泉旅館で起こったエッチなハプニング8時間！！混浴温泉で初めて会った男に性交を懇願！！マッサージ師の指テクでパンツはグチョ濡れ！！深夜の旅館で夜ばいSEX！！宴会場で大乱交！！憧れのAV女優が和室で筆おろし…まさかのSEX映像30選！！（2月6日、クリスタル映像）※総集編
- S級ママたちとのやらしい生活 10人4時間 2（2月7日、VENUS）総集編
- 奥さんのボリューミーなお尻8時間（2月13日、溜池ゴロー）※総集編
- 夢のフェラサロン 絶品な舌技で舐めてあげる（2月15日、ジャネス）総集編
- 男のロマン！やさしい年上熟女の童貞筆おろしシチュエーションBEST20 4時間（2月19日、VENUS）※総集編
- 淫乱日替わりSEX16時間（2月19日、乱丸）※総集編
- 淫乱団地妻 隣人の他人棒にイキ狂う美人妻（2月19日、乱丸）
- 高画質 SEXが大好き過ぎて淫乱な雰囲気ただよう ドスケベ熟女16時間（2月19日、ROOKIE）※総集編
- 透けるパンティラインがエロ過ぎる パッツンムチムチ タイトスカートBEST 16時間（2月19日、ROOKIE）※総集編
- 美熟女潮吹き大饗乱（2月20日、STAR PARADISE）※総集編
- 極楽センズリ鑑賞 2枚組8時間どっぴゅんSP ソリ返った勃起チ●ポを目の前にして欲情するドスケベ人妻たちに濃厚ザーメン発射25連発（2月25日、かぐや姫）※総集編
- 綺麗なお姉さんの卑猥な膣内に濃厚真正生中出し 8時間BEST Vol.1（2月25日、AVS collector’s）※総集編
- 接吻情事 藤元ジョージ劇場 ほほを紅色に染めて…酔っぱらった、いい女をやる！（2月27日、なでしこ）共演：柏木あづさ
- ドリームステージ！メガ盛り！！ベストヒット美熟女28人8時間2980円（2月27日、ドリームステージ）※総集編
- S級熟女コンプリートファイル 北条麻妃 4時間 其之参（3月1日、VENUS）
- 美人教師 恥じらいの脱糞2（3月7日、ATTACKERS）
- 北条麻妃の愛欲にまみれた喪服の夜（3月10日、ホットエンターテイメント）共演：小池絵美子
- 完全パンストフェティッシュ Best Collection（3月13日、AVS collector’s）※総集編
- グローバルメディア 熟女・人妻レイプ 23歳人妻～五十路熟女 100人8時間（3月13日、ケイ・エム・プロデュース）※総集編
- いいなりマゾ女を性調教凌辱 16時間（3月19日、ROOKIE）総集編
- 他人の妻は蜜の味 人妻寝とりSEX16時間（3月19日、ROOKIE）※総集編
- 今日、あなたの息子に犯されました（3月19日、PileDriverZ）
- 美熟女がち○ぽガン舐めフェラ 濃厚40発射（3月19日、ABC/妄想族）※総集編
- 強姦！凌辱！犯され、膣内射精レイプされ続けた美熟妻たち！！ 第二章（3月19日、LADY★BABA/エマニエル）総集編
- 熱いクチマ○コでしゃぶり尽くしてあげるわっ！！！ 厳選フェラチオ映像 4時間 Vol.2（3月19日、Fetish Box/妄想族）※総集編
- Men’s乳首と凄テク手淫 敏感なチクビを責めながらシゴいてあげる（3月19日、Fetish Box/妄想族）総集編
- S＆M 女神淫虐 Theatre-02 美しき淫獣 逆転の屈辱性奴隷（3月25日、AVS collector’s）
- 人妻ハイレグ羞恥（3月25日、Madonna）
- 綺麗なお姉さんの卑猥な膣内に濃厚真正生中出し 8時間BEST Vol.2（3月25日、AVS collector’s）※総集編
- 非日常的悶絶遊戯 10枚組 Limited Box 第2章（3月26日、AVS collector’s）※総集編
- 完全撮り卸し 人妻夜姦（4月1日、ABC/妄想族）※総集編
- 貴方だけを見つめ続ける淫語中出しソープ（4月1日、Fitch）
- これ1本で毎日ヌキたい！1年365通りの日替わり極上SEX16時間（4月1日、ワンズファクトリー）※総集編
- 美脚パンストマニアックス 極上の悩殺ストッキング 4時間 Vol.2（4月1日、Fetish Box/妄想族）※総集編
- 超人気AV女優による極上のおしゃぶりフェラ 4時間（4月5日、ジャネス）※総集編
- RUBY厳選！ 浪漫劇場 団地妻＆尼僧物語 有閑の瞬間をエロスで満たすふしだら妻、そして背徳の聖職者の性交（4月9日、ルビー）※総集編
- 祝！！10周年 REALヒストリー完全保存版 8時間スペシャル（4月10日、ケイ・エム・プロデュース）※総集編
- スーパーピストンディルドオナニー 4時間（4月13日、マルクス兄弟）※総集編
- 下着をつけたままで貪る人妻のヤラしい性交 PART2 8時間（4月13日、溜池ゴロー）※総集編
- 催眠素顔 12（4月15日、催眠研究所）※総集編
- 生殺しパニック射精 あなたのザーメン、私がコントロールしてあげるわ（4月15日、ジャネス）※総集編
- 肉棒を包み込む最高の口淫 美熟女の優しく丁寧なフェラチオ16時間（4月19日、ROOKIE）※総集編
- 会った瞬間、即ハボ必須！スタイル抜群の良いカラダ16時間（4月19日、ROOKIE）※総集編
- 優しいお母さんのおっぱい吸って手コキして3（4月19日、ABC/妄想族）※総集編
- 淫語手コキで脳内快楽中枢を刺激せよ！Vol.2 4時間SP（4月19日、Fetish Box/妄想族）※総集編
- 夫の上司 寝取られ肉体接待（4月20日、STAR PARADISE）
- 接吻情事 人気美熟女達の…とびきり濃厚な接吻とセックス（4月24日、なでしこ）※総集編
- 綺麗なお姉さんの 開脚ドスケベオナニー大全集（4月25日、AVS collector’s）※総集編
- 働くきれいな熟女の美尻 4時間 ベスト（4月25日、Mellow Moon）※総集編
- 【マジです】秒速でヌケるほどシコる右手が止まらない。美人でスケベ過ぎる人妻熟女が淫語連発で優しく苛めてくれる4時間12人（4月25日、ビッグモーカル）※総集編
- 超脚パンストクイーンDX 4時間 Vol.2（4月25日、ジャネス）※総集編
- 少年を誘惑する美熟女の年の差セックス8時間（5月7日、Madonna）※総集編
- ハードSEX大量中出し8時間BEST 怒涛の30人連続ザーメン流し込みスペシャル（5月8日、ケイ・エム・プロデュース）※総集編
- 回春エステサロンで働く100人8時間 BEST（5月8日、ケイ・エム・プロデュース）総集編
- CRYSTAL GOLDEN COLLECTION 厳選AV女優30人8時間（5月8日、クリスタル映像）※総集編
- ザ・痴女☆女教師4時間（5月13日、マルクス兄弟）※総集編
- 北条麻妃の凄テクを我慢できれば生★中出しSEX（5月13日、溜池ゴロー）
- 愛する者が居る傍で…容赦なくイカされる人妻4時間（5月13日、溜池ゴロー）※総集編
- 歴史に残る剛毛熟女ベストイレブン！！ 11人8時間（5月14日、センタービレッジ）※総集編
- 脳内快楽★淫語トリップ 卑猥な言葉でボクを犯して下さい（5月15日、未来 フューチャー）※総集編
- 繰り返す悪夢…オンナを強制的に犯す凌辱レ○プ16時間（5月19日、ROOKIE）※総集編
- 麗しき人妻の無防備チラリズム 50名（5月19日、ABC/妄想族）※総集編
- 有名女優を無理矢理 犯しまくる8時間（5月19日、CROSS）※総集編
- 北条麻妃 BEST 4時間 THE FREE BITCH IS BACK（5月19日、Fetish Box/妄想族）
- これぞドライオーガズムの頂点 男の潮吹き 5 4時間スペシャル（5月19日、Fetish Box/妄想族）※総集編
- 日本一の咀嚼大全集 51人6時間（5月20日らレイディックス）※総集編
- 女が何人居ても男たちの前では為す術もなくただ犯される(5月25日、ダスッ！）※総集編
- 媚薬浣腸エビ反り噴射BEST（6月1日、CORE）※総集編
- 粘膜と粘膜で感じ合う甘～いキスしようよ 淫舌と唾液が混じり合う最高のエロス（6月1日、Fetish Box/妄想族）総集編
- 喰らいついたら離さない！ヌキ尽くしフェラチオ100人8時間（6月12日、ケイ・エム・プロデュース）総集編
- これぞミリオン流おもてなし！温泉＆浴衣ベスト100人8時間（6月12日、ケイ・エム・プロデュース）総集編
- 美女ぶっかけ顔射100人8時間BEST（6月12日、ケイ・エム・プロデュース）総集編
- 淫ボイスBEST Vol.1（6月13日、AVS collector’s）総集編
- マジイキ！ディルドオナニー4時間（6月13日、マルクス兄弟）総集編
- セックスの匂いがする 熟女と中年女（6月13日、FAプロ）総集編
- M男汁が枯れるまでシャブリ殺してあげるわ 絶品フェラチオに大発射（6月15日、未来 フューチャー）総集編
- 母親のような女性を見ると欲求を抑えられず強引にレズ痴漢する年頃の娘 執拗にオッパイやオマ○コをいじられのけぞって感じまくる熟したノンケ女（6月16日、ラハイナ東海）総集編
- 淫乱プリンセス 北条麻妃BEST（6月19日、乱丸）
- 痙攣、絶頂、白目、中出し、淫汁ブッシャー 淫乱SEX100本番（6月19日、乱丸）総集編
- 若い女（真性レズ）に突然、痴漢され立場も忘れて感じてしまうノンケな熟女 されるがままに犯されイキまくりレズの虜になってしまった（6月19日、設定思考/妄想族）総集編
- 往年の熟女たちの淫らな性交 16時間（6月19日、ROOKIE）総集編
- 女のセックス全盛期 三十路の色香（6月25日、FAプロ）総集編
- 美熟女ママの濡れた欲情 4時間（6月25日、Mellow Moon）総集編
- 美女の喉奥がぶっ壊れるまでイラマチオしたら気持ちよすぎて精子が出すぎた（6月25日、ダスッ！）総集編
- 「まだイっちゃだめぇ～」クッソエロい超美人な回春エステお姉さん達のこの上品な淫語と究極テクで3分間も射精を我慢できるヤツとかホントにいるの？ 4時間12人（6月25日、ビッグモーカル）総集編
- 非日常的悶絶遊戯 10枚組 Limited Box 第5章（6月26日、AVS collector’s）総集編
- 熟女はキスをガマンできない（7月4日、ドリームチケット）
- 放尿＆潮吹き大噴射スペシャル50人4時間（7月13日、マルクス兄弟）総集編
- 男脳を執拗に刺激するパンストエロチシズム 4時間（7月13日、痴ロモン/妄想族）総集編
- 若い娘が大人の女性にレズキス痴漢 突然、舌を突っこんだらダラダラと唾液を垂らすノンケ熟女に興奮する私は真性レズビアン！？（7月15日、ジャネス）総集編
- いけないとわかっていてもオマ○コ舐めたいんです。クリトリスを舌で刺激され自分でも信じられないくらいマン汁が出てしまったノンケは、戸惑いつつもレズクンニの虜になる（7月15日、ジャネス) 総集編
- 発射直後のアッツアツ精子を全部飲んじゃう ごっくんBEST16時間 part.2（7月19日、ROOKIE）総集編
- 百合ゆりしいレズビアン16時間（7月19日、ROOKIE）総集編
- 身悶え痙攣する激アクメSEX（7月19日、ABC/妄想族）総集編
- スケベな匂いの愛液が溢れるガチイキ変態ディルドオナニー（7月19日、Fetish Box/妄想族）総集編
- 絶対にいけないことだとわかっていても手を出してしまう私（真性レズビアン） 恥かしそうにしながら唾液と愛液が糸を引くほどの濃厚レズセックスに夢中になる熟女（ノンケ）（7月24日、なでしこ）総集編
- 贅沢すぎる3Pセックス BEST 濃厚SEX編 II（7月25日、アロマ企画）総集編
- 北条麻妃 完全コンプリート BEST 4時間（7月30日、未来 フューチャー）
- 母の歪んだ愛情 決意の筆おろし24発射（8月1日、ABC/妄想族）総集編
- もっこり食い込み猥褻レオタード（8月1日、Fetish Box/妄想族）
- 美脚パンストマニアックス 極上の悩殺ストッキング 4時間 Vol.3（8月1日、Fetish Box/妄想族）総集編
- 遺産相続レズビアン ～絡まり合う女の欲望と陰毛～（8月7日、Madonna）共演：原ちとせ
- 大量ぶっかけ！ DREAM WOMAN お姉さん限定4時間（8月13日、ドリームウーマン）総集編
- 敏感ビーチク男子大集合！羽のように柔らかい舌でねっとりと舐めあげられるフル勃起な男の乳首（8月13日、痴ロモン/妄想族）総集編
- 僕の女房を抱かせてやるから、お前のカミさんをヤラせてくれ。（8月13日、タカラ映像）共演：加藤ツバキ（夏樹カオル）
- 昭和官能ポルノ大全集（8月14日、オルガ）総集編
- 接吻情事 総集編 誰もが抱きたくなるいい女…北条麻妃 美人ホームヘルパー完全版（8月14日、なでしこ）
- REALを彩ってきたスケベすぎる痴女達 BEST 50 8時間（8月14日、ケイ・エム・プロデュース）総集編
- M性感ドライオーガズム 男の潮吹きサロン 癒されて、吹かされて...。（8月15日、ジャネス）総集編
- 泡立つ愛液、止まらない潮吹き！陰核マッサージ絶頂トランス100連発（8月19日、乱丸）総集編
- 感度崩壊！薬漬けキメセク凌辱 16時間（8月19日、ROOKIE）総集編
- 旦那に黙って他の男と愛し合う不倫16時間（8月19日、ROOKIE）総集編
- 悔しいけどガクガク震えるほど感じてしまう…痴漢16時間（8月19日、ROOKIE）総集編
- 美人課長 緊縛大糞漏らし（8月25日、OPERA)
- 淫らな家政婦 美熟女 20人（8月25日、Mellow Moon）総集編
- 団地妻 我慢できない欲情（8月28日、なでしこ）総集編
- 甘く匂い立つノーパンパンスト 透ける卑猥な肉ビラ 5 （8月30日、ジャネス）
- 淫脚フェチ 究極の美脚コキでぶっこきたい（8月30日、ジャネス）総集編
- 友人の妻はドスケベ家庭教師 総集編 4 4時間（9月7日、VENUS）総集編
- 人妻ハイレグ羞恥 総集編8時間（9月7日、Madonna）総集編
- 肉体の悶（9月11日、オルガ）共演：川上ゆう
- ミリオンドリーム SUPER BEST 8時間スペシャル（9月11日、ケイ・エム・プロデュース）総集編
- フェロモン家庭教師18人のリアル性教育（9月13日、マルクス兄弟）総集編
- 溜池ゴロー2015年上半期総集編全64タイトル8時間（9月13日、溜池ゴロー）総集編
- 助けて！！でもこんな姿は見られたくない…。夫のすぐ傍らで汚される人妻（9月13日、溜池ゴロー）総集編
- 北条麻妃16時間BEST（9月13日、溜池ゴロー）ベスト
- 溶けるような温かい舌の感触、甘い淫音…。脳内アドレナリンが沸騰する極上フェラチオでイカせてあげるわ（9月13日、痴ロモン/妄想族）総集編
- 私は貴女に愛される…。～美熟女の情欲レズドラマ～ 北条麻妃 澤村レイコ（9月13日、U&K ）共演：澤村レイコ（高坂保奈美、高坂ますみ）
- 他人棒にイキ狂った貞淑な妻たち（9月19日、乱丸）総集編
- 泣け！喚け！美女たちの断末魔！絶叫レ○プ16時間（9月19日、ROOKIE）総集編
- 舌を絡ませヨダレが滴り落ちるくらいに濃厚な熟キスSEX16時間（9月19日、ROOKIE）総集編
- 家庭内秘密の死角で犯される美熟女たち(9月19日、ABC/妄想族) 総集編
- 金粉大全集 12人180分スペシャル！豪華絢爛女優たちのエロく輝く狂宴！（9月19日、バミューダ/妄想族）総集編
- 悩殺SEXYランジェリー スケベな下着のお姉様（9月19日、Fetish Box/妄想族）
- 人妻は夫が隣にいるのに寝取られるスリルにオマ●コが疼きすぎて俺のチ●コを欲しがるので辛抱たまらん!! 4（9月25日、なでしこ）
- 犯されたい人妻たち 夫が帰ってくるまで…いつも平凡な毎日を送っている昼顔夫人は他の男たちにレイプされることで欲求不満を解消しているんです!!（9月25日、なでしこ）総集編
- 【ハズレなし】素晴らし過ぎる美女レズ。 ガチで綺麗なお姉さん達が唾液交換濃厚キスで発情しながらイキまくる！ 24人のレズバトル4時間（9月25日、ビッグモーカル）総集編
- ターゲットは欲求不満な人妻たち！昼顔夫人を3Pで好き放題犯しまくり、顔射！中出し！（9月30日、未来 フューチャー）総集編
- ボンデージQUEENの男潮吹き 凄腕テクニックが炸裂する狂喜のM男（9月30日、未来 フューチャー）総集編
- 私、おばさんなのに若い娘にレズ痴漢されちゃいました 恥ずかしさのあまり戸惑ってたらアナルまで舐められビックリ！双頭チ○ポで二人ともイキまくりでした!!（9月30日、ジャネス）総集編
- 昼下がりの人妻を絶対服従！ 奥様や義母たちのムンムンの色気に我慢できずレイプまがいに勃起チ○ポを手コキさせる興奮で思わず発射！！ 2（9月30日、ジャネス）総集編
- 痴女QUEEN 北条麻妃 BEST 4時間（9月30日、ジャネス）ベスト
- 甘い淫語フェラ おしゃべりでオシャブリな癒し系口淫 4時間スペシャル（10月1日、Fetish Box/妄想族）総集編
- いきなりパンツ脱がせてM字開脚 恥じらいの美熟女ドエロマ●コ 4（10月9日、LEO）総集編
- フレッシュザーメン顔射50人4時間（10月13日、マルクス兄弟）総集編
- 超密着サービス性感サロン（10月13日、痴ロモン/妄想族）総集編
- 贅沢すぎる3Pセックス BEST 濃厚フェラ・接吻編II（10月13日、アロマ企画）総集編
- 激しいセックスでガクガク痙攣絶頂（10月19日、乱丸）総集編
- 優しいお母さんのおっぱい吸って手コキして PREMIUM 厳選集40名（10月19日、ABC/妄想族）総集編
- 私、いつもオナニーばっかりしてるの（10月19日、Fetish Box/妄想族）
- 見知らぬ男に痴漢レイプ！無防備な人妻にチ○ポを強引に咥えさせオマ○コに中出し!!（10月20日、ラハイナ東海）総集編
- 近所で評判な美人妻のイヤらしいカラダを無理ヤリ寝取る！「もう、ガマンできん！」フル勃起チ●ポを喉奥まで突っ込み高速ピストンで口内発射する俺 2（10月23日、なでしこ）総集編
- 女神絶頂伝説 SUPER BEST ～ヤバいほど逝き狂う女たち～（10月25日、AVS collector’s）総集編
- 熟れた女の異常な性欲20人（10月25日、Mellow Moon）総集編
- この神脚、生唾ごっくん…。 肌に吸い付くようにフィットしたパンストがいやらし過ぎる美脚お姉さんが焦らせながら責めてくる4時間12人 Vol.2（10月25日、ビッグモーカル）総集編
- RUBY厳選！ 浪漫劇場 団地妻＆尼僧物語 有閑の瞬間をエロスで満たすふしだら妻、そして背徳の聖職者の性交（10月30日、ルビー）総集編
- 肉欲妻 卑猥なカラダと熟れた蜜壺でオトコを貪る美人妻（10月30日、ルビー）総集編
- 肉ビラ丸見えノーパンパンストオナニー（10月30日、ジャネス）総集編
- ノンケな熟女に偽チ○ポでレズ痴漢するいけない娘たち！「若いから油断しちゃった！」ペニバンのあまりの気持ち良さに自分でもビックリするほどイキまくり…（10月30日、ジャネス）総集編
- 色気ムンムンの昼顔妻に勃起してしまった俺、無理矢理オナニーさせて、センズリで顔射してー！(10月30日、ジャネス）総集編
- 夫のいない間にNTR（寝取ら）れ何度もイカされた私。主人以外のチ○ポを咥えさせられ思わずオマ○コが疼いて大欲情しズボズボ中出し！ 2（11月1日、設定思考/HERO）総集編
- 早漏クンってチ●ポ以外のどこイジっても敏感だよねぇ（11月1日、ANNEX）
- 恥辱の生尻肛門調教 肛衆便所にされた人妻家庭教師（11月1日、Fitch）
- 絶対に手を出してはいけない熟したノンケ女にレズ行為 声も出せず糸引くほどマン汁が溢れ出す敏感熟女に発情する私（11月1日、DX/エマニエル）総集編
- 本物の超淫乱女はフェラチオしながら猛烈にオナニーもするんです（11月1日、Fetish Box/妄想族）総集編
- 粘膜と粘膜で感じ合う甘～いキスしようよ 淫舌と唾液が混じり合う最高のエロス VOL.2（11月1日、Fetish Box/妄想族）総集編
- 美脚パンストマニアックス 極上の悩殺ストッキング 4時間 Vol.4（11月1日、Fetish Box/妄想族）総集編
- 僕のねとられ話しを聞いてほしい 前の旦那にストーカーされ寝盗られた妻（11月7日、JET映像）
- 巨根フェラ4時間（11月13日、溜池ゴロー）総集編
- 超イイ女のエロ流儀 北条麻妃 4時間（11月13日、痴ロモン/妄想族）ベスト
- 渡辺琢斗大図鑑 8時間 Premium Best 5（11月13日、AVS collector’s）総集編
- 究極のM男ご褒美スペシャル ペニバンアナルFUCKと聖水オーガズム（11月15日、未来 フューチャー）総集編
- 女がガムシャラに腰を振る淫乱熱情SEX80連発4時間（11月19日、乱丸）総集編
- 高画質 人気女優がイキまくる！クンニ絶頂300連発16時間（11月19日、ROOKIE）総集編
- 高画質 人気女優がイキまくる！クンニ絶頂300連発16時間（11月19日、ROOKIE）総集編
- スケ透けくびれ淫語 美人美巨乳 10人 240分（11月25日、AVS collector’s）総集編
- 超極上のスカトロ解禁（11月25日、OPERA）
- 裏100人×中出し2015 美熟女教師が教える孕ませ中出し学園（11月25日、本中）総集編
- 痴女の腰振りテク騎乗位イカせ4時間（11月25日、痴女ヘブン）総集編
- 母、逃げる！！セクシーパンチラに欲情して後ろから襲いかかる息子。（11月26日、センタービレッジ）
- 「私、これから犯されます…」昼顔夫人のレイプ願望！ 見知らぬ男たちのギンギンにそそり立った勃起チ●ポに感じまくる人妻 2（11月27日、なでしこ）
- 近親相姦！「お父さんには内緒にしてね」いやらしいお母さんの体に僕のチ●コは超勃起！気づいたお母さんはお父さんにバレないようこっそりと挿入させてくれた 第2章（11月28日、グラフィティジャパン）総集編
- お義母様は真性レズビアン！夫に相手にされず少し暇を持て余す専業主婦（ノンケ）の私はいつも欲求不満！姑に触られるだけでもオマ○コが疼いて濡れてしまうんです（11月30日、ジャネス）共演：友田彩也香
- 調教完了30人12時間（12月1日、CORE）総集編
- 100人100SEX24時間（12月1日、ワンズファクトリー）総集編
- MEN’S潮吹きアクメ イカされて、吹かされて、イキ果てる 男の射精と潮吹き 4時間 Vol.2（12月1日、Fetish Box/妄想族）総集編
- 人妻凌辱痴漢電車 総集編8時間（12月7日、Madonna）総集編
- ATTACKERS 2015年上半期 8時間BEST（12月7日、ATTACKERS）総集編
- SUPER熟BODY！！美熟女コスプレイヤーレズビアン（12月8日、ビビアン）共演：KAORI
- 夢の足コキパラダイス 肉棒に絡みつく足技でザーメン生搾り 4時間（12月13日、痴ロモン/妄想族）総集編
- 渡辺琢斗大図鑑 8時間 Premium Best 6（12月13日、AVS collector’s）総集編
- 美熟女ぬるてかレズビアン（12月13日、U&K）総集編
- 人妻究極フェラチオ100人100連発!!!（12月15日、プリモ）総集編
- 黒人の極太チ●ポに欲情する人妻（12月17日、グローリークエスト）
- 女の子は絶頂する瞬間が一番気持ち良い！イクイクSEX盛り合わせ8時間 part3（12月19日、ROOKIE）総集編
- 淫語手コキで脳内快楽中枢を刺激せよ！Vol.3 4時間SP（12月19日、Fetish Box/妄想族）総集編
- 爆尻ヒップスター デカ尻マニアCOLLECTION 4時間(12月19日、Fetish Box/妄想族）総集編
- かかってこいよ風間ゆみ 因縁女優とガチンコレズバトル3番勝負（12月24日、ROCKET )
- 「えっワタシなんでこんなに濡れちゃうの？」絶対ありえない若い娘に突然レズられちゃうノンケな美魔女！戸惑いながらもオマ●コ舐められたらその気になっちゃう！！ 2（12月25日、なでしこ）

- 日本VS海外剛毛熟女SEX対決!! 40人8時間2枚組（1月1日、カマタ映像）総集編
- ネバネバ変態ヤリま○こ膣内射精 美しきニンフォマニアの淫乱アクメ 4時間スペシャル（1月1日、Fetish Box/妄想族）総集編
- 隣の奥さんは連続絶頂ランジェリーナ（1月7日、VENUS）
- 彼女の母は、淫語責めしながら何度も寸止めさせる熟痴女（1月8日、ケイ・エム・プロデュース）
- 母の友人は北条麻妃 ～僕と人気AV女優の筆下し中出し性活～（1月13日、溜池ゴロー）
- 愚鈍な夫には見抜けないっ！妻の浮気・不倫情事4時間（1月13日 溜池ゴロー）総集編
- 凄テクを我慢できれば生★中出しSEXベストテクニック8時間（1月13日、溜池ゴロー）総集編
- 隣のおばさんがコンタクトレンズを探していて（1月19日、ルビー）
- 絡まる舌 交わるカラダ 女同士の百合×百合 レズ 50タイトル8時間（1月19日、ROOKIE）総集編
- 発射寸前！2人以上からご奉仕されるハーレムフェラチオ16時間（1月19日、ROOKIE）総集編
- ヌキ系性感DETOXサロン 心をこめて射精までしっかりとご奉仕いたします 4時間スペシャル（1月19日、Fetish Box/妄想族）総集編
- 淫語オナニー中毒 6 4時間（1月19日、Fetish Box/妄想族）総集編
- 【逆】アナルペニバンFUCK 陶酔するM男オルガズムの世界4時間（1月20日、未来 フューチャー）総集編
- 妖艶BODY痴女ヴィーナス VOL.6（1月20日 ジャネス）
- 絶対にしてはいけない人を（レズる）犯る DX 4時間（1月20日、ジャネス）総集編
- 夜這いされ喘ぎ声を我慢しながら旦那の横で中出しまでされる人妻（1月21日、グローリークエスト）総集編
- イキまくる女の肉壷がどうしようもなく蠢き 有りえないほど淫らに腰をクネらせ 僕たちの肉棒をトロけさせる媚薬的映像 狂気乱舞の淫乱SEX 総集編（1月25日、AVS collector’s）総集編
- 100人×中出し2015完全版（1月25日、本中）他出演：共演：浜崎真緒、宮崎あや、上原亜衣、神木さやか、翔田千里、AIKA、佳苗るか
- こんな初体験がしたかった。ちまたに潜むフェラ好き巨乳痴女に誘惑された僕は…（1月30日、未来 フューチャー）総集編
- 昼顔マダムは持て余した性欲で他人チ●ポを大胆誘惑 色んな場所で男を挑発する痴妻のチラリズム遊戯 3（1月30日 ジャネス）
- オシャブリーナ フェラチオがしたくてたまらないおしゃぶり痴女（2月1日、Fetish Box/妄想族）
- 友人の母 息子の友人に犯され、幾度もイカされてしまったんです… 総集編12時間（2月13日、溜池ゴロー）総集編
- 突然僕の目の前で、巨乳のお姉様がオナニー！？ 直ぐに反応した僕のチ●ポを手コキしながらイキまくるんでたまりませーん！（2月15日、未来 フューチャー）総集編
- ふしだらな淫脚で究極の足コキ その素晴らしい「おみ足」で僕のチ○ポをシゴいてくださいませんか？（2月15日、未来 フューチャー）総集編
- SSS級美女120人！厳選119タイトル！本能剥き出し孕ませ中出し16時間（2月19日、ROOKIE）総集編
- ガン突きバック65名（2月19日、ABC/妄想族）総集編
- ノーモザイク・レズれ！（2月19日 レズれ！) 共演：音無かおり、他出演：川上ゆう、神ユキ、北川エリカ、陽木かれん、友田彩也香、朝倉ことみ、紗藤まゆ、原千草
- レズれ！厳選BEST8時間 真咲南朋監督が12作品から選んだエロシーン全てお見せします！（2月19日、レズれ！）共演：音無かおり、他出演：波多野結衣、篠田あゆみ、桜井あゆ、成宮ルリ、朝宮涼子、小司あん、内村りな、長瀬涼子、新山かえで 他 総集編
- 今宵、美人妻を凌辱したい…熟女塾・ザ・レイプ・ベストセレクション Vol.5 嬲姦！熟れた女体は鬼畜共に犯されまくり、肉奴隷へと堕ちていく。（2月19日、熟女塾/エマニエル）他出演：真弓あずさ、澤村レイコ、華原美奈子、竹内れい子、和泉紫乃 総集編
- 指一本触れずに僕を発射へ追い込むお姉さんのエロい囁きとチラリズム その3（2月25日、アロマ企画）他出演：芦川芽依、桃瀬ゆり、朝比奈麻里、滝澤れい、枢木みかん、新山沙弥 総集編
- 嫁の母に… ～禁断の中出し性交～（2月26日、なでしこ）他出演：大石 忍、菊川麻里
- 淫語で誘う妄想マダム ～寸止め生殺し痴女の日常生活～ DX 20シーン4時間 人目も気にせず僕のチ○コを狙ってくる美人でスケベな人妻のパンチラ挑発に思わず精子をぶちまける！（2月26日、なでしこ）他出演：松嶋友里恵、神崎久美、村上涼子、広瀬奈々美　※総集編
- 色気ムンムンの人妻にオナニーを強要させた俺。 奥様の羞恥顔に我慢できずセンズリ発射してやった！（2月29日 未来 フューチャー）他出演：山本美和子、葉月奈穂、小早川怜子、潮見百合子　総集編
- 丸ごとエロ美熟女！4時間超えベスト「私達でヌイてヌイてヌキまくってね」（3月1日 LADY★BABA/エマニエル）他出演：浅井舞香、五十嵐しのぶ、和泉紫乃、片瀬仁美、真矢恵子、松下美雪、原山あかり、徳井 唯、鈴木えり、佐伯華枝、結希玲衣　総集編
- 夫との夜の生活に欲求不満の人妻達は目が合った男のチ○ポを咥えては精子を絞り取るんです。（3月8日、ラハイナ東海）他出演：松嶋友里恵、神崎久美、村上涼子、広瀬奈々美　総集編
- 女郎蜘蛛 ～その女、決して喰われるべからず～（3月11日、オルガ）
- 人妻究極フェラチオ100人100連発!!!  Vol.2（3月15日、プリモ）　総集編
- 日頃欲求不満な人妻たちは、持て余した性欲でムッチリボディを見せつけ僕を誘惑するんです。 勃起チ○ポに抑えきれないオマ○コは、騎乗位で…（3月15日、未来 フューチャー）他出演：松嶋友里恵、神崎久美、村上涼子、広瀬奈々美　総集編
- ベロキス接吻MANIAX 私の唾液、とっても甘くて美味しいでしょ？ VOL.2（3月15日、未来 フューチャー）他出演：澤村レイコ、 川上ゆう、水嶋あずみ、瀧川花音、雨宮琴音、大槻ひびき　総集編
- このあと滅茶苦茶SEXしたくなるようなエロい衣装で誘っている女16時間（3月19日、Rookie）総集編
- 熟女レズ 化粧品会社の上司と部下（3月19日、ルビー）共演：共演：竹内梨恵
- 極上BODYの美人妻に勃起見せつけ!! あまりにそりたったチ●コに嫌がりながらもマ●コからマン汁ダダ漏れ！旦那がいるにも関わらず、ムリヤリ相互オナニー!! 最後に顔射までおみまいする変態男!!（3月22日、ラハイナ東海）他出演：松嶋友里恵、神崎久美、村上涼子、広瀬奈々美　総集編
- 日頃清楚な昼顔夫人にエロ男がオナニーを強要！見てるだけじゃ済まなくなってピンコ勃ちチ●ポ手コキさせ顔射させちゃいました！（3月22日 ラハイナ東海）他出演：山本美和子、葉月奈穂、小早川怜子、潮見百合子　総集編
- 唾液ダラダラ接吻痴漢 自分の娘と同じくらいの女の子にディープキスされた私（ノンケ）男日照りのカラダに火がついたのかパンティはマン汁でびちょ濡れでした！（3月22日 ラハイナ東海）共演：友田彩也香
- 2枚組8時間はたらくおんな 真面目に勤務している女ほど、マ●コがぐじゅぐじゅに濡れている（3月25日 かぐや姫）他出演：桐岡さつき、有奈めぐみ、松下美香、結城みさ、川上ゆう、羽月 希　他 ※総集編
- 美熟女 オフィス逆セクハラ 20人 4時間（3月25日、Mellow Moon）他出演：北島 玲、黒沢那智、加納綾子、葉山弓子、大橋ひとみ、桐島綾子、おぐりみく、妃乃ひかり、祐花 凛、翔田千里　他 ※総集編
- 熟汁 キッチンでじゅぽじゅぽフェラ 口内発射 泡立つザーメン お口ベチョベチョ 21人 4時間（3月25日、Mellow Moon）他出演：桐島綾子、矢部寿恵、近藤 郁、結城みさ、菊川麻里、小池絵美子、加山なつこ、西城玲華、大嶋しのぶ、松本まりな、翔田千里 他　総集編
- 近所に住む綺麗な昼顔妻が濃厚エロフェロモンをふりまき、男は発情！2人掛かりでレイプし、無防備妻と濃厚に3P中出しSEXをした！（3月25日、なでしこ）他出演：松嶋友里恵、神崎久美、村上涼子、広瀬奈々美　総集編
- 媚薬社内痴漢（3月25日 ビッグモーカル）他出演：篠田あゆみ、保坂えり
- 熟悦ハレンチ 「旦那のいない白昼！主婦狙いレイプの約三分の一は被害者の自宅で起きている！！」●●学校犯されママ友3実話！（3月25日 グローバルメディアエンタテインメント）他出演：三喜本のぞみ、平 茉莉
- 爆乳でイヤらしいカラダの美人妻の口マ●コをぶっ壊せ！無理ヤリ強制イラマチオされた逆らえない人妻は嫌がりながらチ●ポを咥え込む！たっぷりぶち込んだ上で喉奥発射すると涙目で精子を垂らした！（3月30日 未来 フューチャー）他出演：山本美和子、葉月奈穂、小早川怜子、潮見百合子
- 絶対的パンストマニア（3月30日 ジャネス）
- 自ら快感を高めていく熟女騎乗位 70名（4月1日、ABC/妄想族）総集編
- 濃厚大量ザーメンぶっかけ！！ 顔面射精 60発（4月1日、ABC/妄想族）総集編
- そんなにいやらしい目で見つめられたらぁ…描かれてるだけなのに濡れちゃうでしょ（4月1日、MUGON/ANNEX）
- 「厳選」四十路人妻 熟れカラダのぐっしょ濡れオマ○コにカチカチの肉棒を突っ込みまくる とにかくエロい熟した女たち20人4時間（4月1日、DX/エマニエル）総集編
- 悩殺SEXYランジェリー スケベな下着のお姉様 4時間 BEST（4月1日 Fetish Box/妄想族）総集編
- 発情未亡人 性欲旺盛な僕の母さん（4月1日、プレステージ）
- ～純真人妻プレミアム～ あの超S級他人妻とヤリたくて（4月7日、桃太郎映像出版）総集編
- 昭和人妻官能絵巻 ～妖艶淫靡に熟した肢体達～【ディレクターズ特別編集版】（4月8日 オルガ）※総集編
- 「年の差なんて気にしない！」若い娘のキス誘惑に私のオマ○コはビチョビチョ！実は！！彼女はレズビアンでクンニをしたくてウズウズしてるのです。（4月12日、ラハイナ東海）共演：友田彩也香
- 近親相姦中出しソープ 初めての熟女風俗、指名したら母ちゃんだった 総集編 2 4時間（4月13日、VENUS）総集編
- 北条麻妃の露出の旅（4月13日、RedCat）
- 恥ずかしさと快楽の狭間で崩れる貞操…玩具責めでイカされる人妻4時間（4月13日、溜池ゴロー）総集編
- 催眠洗脳研究 奴隷性玩20人 vol.3（4月13日、催眠研究所別館）総集編
- 人妻は夫に相手をしてもらえなくて欲求不満。夫以外の男に胸の谷間を見せ、さらに「さわってもいいのよ」オーラを分かりやすく出して誘惑手コキする!!（4月15日、未来 フューチャー）総集編
- ドアップ 熟女の女性器 4（4月19日、ルビー）※総集編
- 発射寸前！我慢汁垂れ流しの気持ちいいフェラチオ316連射16時間第5弾（4月19日、Rookie）※総集編
- 美脚パンストマニアックス 極上の悩殺ストッキング 4時間 Vol.5（4月19日、Fetish Box/妄想族）※総集編
- 人妻のエロい体に目を付け即ハメレイプ！日常の昼下がり、男たちの性欲が爆発！チ○ポ挿入だけじゃ物足りず、3P中出し!!（4月22日、なでしこ）※総集編
- 非日常的クネクネ映像コレクションX（4月25日、AVS collector’s）※総集編
- 夢の足コキパラダイス 肉棒に絡みつく足技でザーメン生搾り 4時間 2（4月25日、痴ロモン/妄想族）※総集編
- 見知らぬ男に痴漢レイプ！無防備な人妻にチ○ポを強引に咥えさせオマ○コに中出し!! 2（4月26日、ラハイナ東海）※総集編
- 男好きな人妻は旦那の目を盗んで他人チ○ポを誘惑する！イヤらしい唇で俺のチ○ポをバキュームピストン！奥さんすみません！もう我慢できないです!!（4月26日、ラハイナ東海）※総集編
- 驚きのトリプル快楽パニック 淫語×寸止め×男の潮吹き（4月30日、未来 フューチャー）※総集編
- 夫が近くにいるのに寝取られたがる不倫妻 バレないようにチ●ポを咥え込むスリルにオマ●コは疼きまくり！ 3（4月30日、ジャネス）
- 絶世の淫殺美女 北条麻妃 4時間 BEST（5月1日、Fetish Box/妄想族）
- 熟女レズ「卍:MANJI」 BEST4時間（5月1日 U＆K）※総集編
- 羞恥の妻 夫に言えぬ禁秘の性交 50名（5月1日、ABC/妄想族）※総集編
- 熟女はキスをガマンできない 4時間（5月6日、ドリームチケット）他出演：かすみりさ、川上ゆう、音無かおり
- ATTACKERS Anthology.2015（5月7日、ATTACKERS）※総集編
- 母子交尾 ～那須湯本路～（5月7日、ルビー）
- まさか私が、レズビアンたちに狙われるなんて…。～仕組まれた婦人会温泉旅行編～（5月7日、Madonna）共演：佐々木あき、澤村レイコ
- 【童貞、ママにヤられる】童貞息子のデカチンでイかされまくる巨乳＆淫乱義母との近親相姦。絶対に手を出してはいけない相手だから燃える。15人4時間（5月13日、TMA）※総集編
- エロ脳完全トリップ！びんびんに迫ってくる淫語責め手コキ（5月13日、痴ロモン/妄想族）※総集編
- まだまだ女を捨ててない親友の母親と二人っきりに、「息子の友達なのに…」と抵抗を感じつつ内心は若い男に抱かれてみたいオバサンとまるで恋人同士のような熱く激しい密着セックスをしてしまった俺（5月13日、なでしこ）共演：伊織涼子、彩美ルリ子
- 嫁の母に… ～禁断の家族交尾～ 12人4時間30分（5月13日、なでしこ）※総集編
- 男の快楽スプラッシュ！射精直後の潮吹きチ○ポ（5月25日、痴ロモン/妄想族）
- 旦那の留守に男たちに狙われた人妻 昼下がりに他人のチ●ポに寝取られ中出しレイプ 5（5月27日、なでしこ）
- 女性用出張回春マッサージに溺れた母（6月19日、ABC/妄想族）
- 女将さん 麻妃の凄テクでおもてなし（6月19日、ルビー）
- 義父介護 好色爺にオナニーを強制されバイブを突き立てられて悦ぶM嫁（7月7日、ルビー）
- 噂では「あなたのチ●ポが欲しいの！！」と温泉旅館で男性客に声を掛ける美人妻は露出狂で超エロいらしい…。パンチラ、胸チラあたり前でオッパイ、オマ●コに目のやり場に困ってたらキ●タマ空っぽにされちゃいました！6（7月8日、なでしこ）
- スーパー手コキ大図鑑 絶品手コキペディア 4時間（8月1日、Fetish Box/妄想族）※女優ベスト
- 裸の奥様（8月19日、ルビー）
- 【迷ったらコレ！】再生して3分で即ヌケます。めちゃめちゃ理想的な責め方をしてくれる美熟女のくっそエロい淫語連発セックス！！ 北条麻妃 4時間（8月25日、ビッグモーカル）
- 縛り拷問覚醒 恥肉の牢獄（9月19日、バミューダ/妄想族）
- 小料理屋のママさん（9月19日、ルビー）
- 遊び好きな昼顔妻は旦那のすぐ横で他人チ○ポを誘惑する！バレないように手を出したら、敏感反応でオマ○コ濡れまくり！！ 2（10月11日、ラハイナ東海）
- 欲しがり美乳母のねちっこい母子交尾 夫の寝ている側で…（10月17日、ソルト・ペッパー）
- ネトラレーゼ 妻が、会社の部下と取引先のやり手社員に寝盗られた話し（10月27日、タカラ映像）
- 「他人の妻を犯したい…」レイプされてるのにオマ○コ濡れ濡れ… 夫以外のチ○ポで感じてしまう欲求不満な人妻 2（11月13日、ジャネス）
- 温泉旅行で旦那にバレる危険よりも俺のチ●ポを選ぶ不倫妻。 「人が見てるってばぁ…」周囲モロバレの露出羞恥でオマ●コぐちょぐちょに濡らし極太チ●ポを咥え込む不貞主婦がたまらん！6（11月25日、なでしこ）
- 北条麻妃 SUPER BEST 180分 デビュー10周年記念 特別編集版（12月9日、オルガ）※女優ベスト
- 突然、痴漢レ○プされたスレンダー美乳妻 「あなた…助けて…」と思いながらもオマ○コがイッてしまう私 2（12月11日、ジャネス）
- 全身タトゥーの女（12月19日、バミューダ/妄想族）

- 北条麻妃 SUPER BEST（1月1日、ABC/妄想族）※女優ベスト
- 通販番組のMC麻妃さんは、セクハラされまくりの美脚美熟女レディ（1月13日、AVS collector’s）
- 極縄（1月20日、バミューダ）共演：奈加あきら
- 浪人生の僕は父の弟である叔父夫婦の家に居候して肩身の狭い思いをしていたが、多忙な叔父のせいで欲求不満の叔母は僕がAVマニアだと知ると部屋にやってきて「スケベなの見せてよ」となんとAV鑑賞！5（3月7日、VENUS)
- 囲碁教室のふんどし先生（3月19日、ルビー）
- 従順顔からツン顔まで・・ 北条麻妃 ベスト版!!（3月19日、ながえSTYLE）※女優ベスト
- 尻肉を打ちつけたい淫乱妻の絶頂中出し騎乗位（4月25日、Fitch）
- 小料理屋のママ ノーパンしゃぶしゃぶ始めました（5月7日、ルビー）
- じっくり高める手コキでもてなす完全勃起ともの凄い射精の回春旅館（5月13日、Fitch）
- 縛り拷問 黒マラと縄女（6月19日、バミューダ/妄想族）
- 「BIZARRE!!」 BONDAGE LIFE VOL.2 （6月20日、S&Mスナイパー）
- 拷問無残3（7月19日、ATTACKERS）
- 部長の奥さんがエロすぎて…（8月19日、VENUS）
- 自宅で完全拘束調教された人妻（8月25日、人妻花園劇場）
- 排卵日の美熟女と精子をパンパンに溜めた年下男 ノーカット真性中出し10連射 （9月13日、Madonna）
- はだかの主婦 目黒区在住 北条麻妃（40）（10月1日、プラネットプラス）
- 父が出かけて2秒でセックスする母と息子（11月1日、VENUS）
- もしも…「北条麻妃」が○○だったら…。（12月1日、プラネットプラス）
- 近親相汗 「火照る肉体、蒸れた子宮、ガマンできない親子の本能」（12月19日、VENUS）

- 卑猥語女（2月19日、MARRION）
- ［鉄板ズリネタ］ 4時間 オール・オブ・「北条麻妃」（4月1日、熟女塾/エマニエル）※女優ベスト
- 初！監督 北条麻妃「童貞くん筆おろしSEXご奉仕」 しかし本当の本番はこれからだった…。打ち上げで泥酔し乱交！（4月13日、MARX）
- 奇縄 失われた恥毛（4月20日、バミューダ）
- 母の親友（5月13日、VENUS）
- S級熟女コンプリートファイル 北条麻妃6時間（6月7日、VENUS）※女優ベスト
- 断髪式（6月19日、バミューダ/妄想族）
- 北条麻妃の世界 Part.3（8月13日、AVS collector’s）※女優ベスト
- S級美熟女ベスト 北条麻妃 4時間 淫乱女王！（9月7日、Mellow Moon）※女優ベスト
- 北条麻妃 極上映像4時間（9月19日、ルビー）※女優ベスト
- 姦通 団地妻と間男（11月9日、日本藝術浪漫文庫）他出演：伊藤まい
- 禁断の母子相姦 四十路五十路六十路 濃厚中出し交尾 25連発（11月19日、プレミアム熟女/エマニエル）他出演：花島瑞江、喜多村ゆい、夏木響子、畠山ゆかこ、真田静江、吹雪しおり 他
- 子供扱いしていた甥っ子から女として見られてると知った叔母さんは若い性欲に押し負けたフリをして年の差セックスに燃え上がった 4時間（11月23日、GIGOLO）他出演：矢部寿恵、島田響子、手塚みや、森下夕子、鳴海遥子
- 女同士でこんなこと…だめえぇぇぇっ!! 強引に迫られて濡れてしまうカラダ…嫌がり抵抗する女を快楽に堕とすレズレ○プ4時間（12月7日、ビビアン）他出演：織田真子、本田岬、日向あいり、斉藤みゆ、秋吉花音、明里ともか 他
- 剃毛緊縛02 繁みを剃られて縛られて姦淫！（12月14日、REAL/KMP）他出演：卯水咲流、真白ここ、君島みお
- もしも…ムチムチプリプリの美痴女が突然家族の一員になったとしたら…12人4時間（12月15日、ビッグモーカル）他出演：川上ゆう、小早川怜子、本真ゆり、黒沢那智、杉原えり、本庄瞳、三浦恵理子、翔田千里、鈴木さとみ、牧原れい子
- 犯された美人妻 8時間6話収録（12月20日、STAR PARADISE）他出演：波多野結衣、森ななこ、筒井まりか、秋野千尋

- 女好きの女将のレズイカせおもてなし（1月19日、フォーディメンション/エマニエル）他出演：片瀬仁美、仁科りえ、風間ゆみ、艶堂しほり、樹本つばさ、原ちとせ、竹内梨恵、宝田さゆり、小早川怜子、浅井舞香、川上ゆう
- 感じやすい細身のカラダに突き挿れられた息子のデカチンが子宮の奥に直撃するバックからの突きにイキ堕ちる敏感な母（1月25日、GIGOLO）他出演：艶堂しほり、黒木小夜子、新尾きり子、大橋ひとみ、今井真由美
- ヘアーヌード ～セクシー女優10人のオナニー～（1月26日、スパークビジョン）他出演：椎名そら、神咲詩織、ティア、鈴木心春、青山はな、三島奈津子、NAOMI、澁谷果歩
- 細腰美熟女に中出し20人（2月1日、プラネットプラス）他出演：葵紫穂、青木玲、麻生千春、井上綾子、平岡里枝子、本庄瞳、武藤あやか 他
- 密着セックス ～研修旅行先で深まる、上司との不貞関係～（2月7日、マドンナ）
- 女の口はエロス溢れる性器なり 神淫語 カウパー液がジワッと広がる大人の囁き（2月13日、AVS collector’s）
- 恥じらいの脱糞 完全保存版001（3月7日、アタッカーズ）他出演：愛咲れいら、久我かのん、芹沢恋
- 【相姦の家】旦那の父と性愛に溺れた嫁（3月8日、アダム書房）他出演：三浦恵理子、翔田千里、松本まりな、堀内秋美
- 搾精美熟女（3月13日、AVS collector’s）
- 北条麻妃のレズナンパ（3月19日、ルビー）
- 北条麻妃が人生で一番乱れる“本気”の3本番 AV界のレジェンド美熟女マドンナ専属決定スペシャル!!（4月7日、マドンナ）
- 美しすぎる親友の母（4月12日、日本藝術浪漫文庫）他出演：矢代美智代、野宮凛子、桐島秋子、伊藤まい、細谷有紀子
- 出張先のビジネスホテルでずっと憧れていた女上司とまさかまさかの相部屋宿泊（5月7日、マドンナ）
- マドンナ専属美熟女!! 背徳で濡れる人妻の肉欲SEX!! 夫は知らない 〜私の淫らな欲望と秘密〜（6月7日、マドンナ）
- マドンナ専属!! 四六時中、娘婿のデカチ○ポが欲しくて堪らない義母の誘い（7月7日、マドンナ）
- 妻には口が裂けても言えません、義母さんを孕ませてしまったなんて…。 ー1泊2日の温泉旅行で、我を忘れて中出ししまくった僕。－（8月7日、マドンナ）
- 業界トップクラスの美魔女W豪華初共演!! 逆3Pハーレム同窓会 全編《肉食妻2人》VS《草食男1人》完全支配170分（9月7日、マドンナ）共演:並木塔子
- 「私が教えてあげる…」 甥の童貞チ○ポを筆下ろし教育する叔母の中出し性指導（10月7日、マドンナ）
- ドM一家の嫁（11月7日、マドンナ）
- 北条麻妃 Precious Best 9SEX8中出し18発射 7作品8時間2枚組（11月7日、センタービレッジ）※単体ベスト
- 会社も、妻も、奪われた―。社長夫人NTR（12月7日、マドンナ）
- PRECIOUS MADONNA トリプル専属ゴージャス初共演!!プレシャスな美熟女たちが奪い合う!! 3対1ハーレム遊宴190分!!（12月25日、マドンナ）共演：水戸かな、妃ひかり

- 今日から3日間、親友に妻を貸し出します―。（1月7日、マドンナ）
- 転職先の女上司に勤務中ずっと弄ばれ続けている新人の僕（2月7日、マドンナ）
- 永遠に終わらない、中出し輪姦の日々。（3月7日、マドンナ）
- 母の友人（4月11日、マドンナ）
- スーパースター美熟女 専属1周年記念-。 北条麻妃 The Best16時間（4月25日、マドンナ）※単体ベスト
- 見てはいけない、妻の携帯の検索履歴。（5月7日、マドンナ）
- まるっと! 北条麻妃（7月1日、プラネットプラス）※単体ベスト
- 今夜、僕は童貞を捨てられるかもしれない-。（7月7日、マドンナ）
- 美しい義母の、艶やかな生足。（8月7日、マドンナ）
- 北条麻妃 全仕事 8時間2枚組（9月7日、RUBY）※単体ベスト
- 寝取らせルールを破る人妻 ―一つずつ夫に重ねる罪と嘘―（9月7日、マドンナ）
- 北条麻妃 裏BEST（9月25日、プレステージ）※単体ベスト
- 地元へ帰省した三日間、ずっと思いを寄せていた幼馴染の母親と時を忘れて愛し合った記録―。（10月7日、マドンナ）
- 暴風雨 憧れの麻妃叔母さんと二人だけの夜（11月7日、マドンナ）

- こんなおばさんだけど、本当に私でいいの…? ～甥と一つ屋根の下で激情に身を委ねる不倫性交～（1月7日、マドンナ）
- 送迎手の僕は社長夫人と不貞ドライブへ―。（2月7日、マドンナ）
- S級美熟女ベスト 北条麻妃 4時間 淫乱女王マドンナ 2!（2月7日、Mellow Moon）※単体ベスト
- 「ねぇ? あなた、本当に童貞なの?」～童貞詐欺にイカされ続けた人妻～（3月7日、マドンナ）
- 外回り中に突然の大雨―。ビジネスホテルと間違えて、雨宿り先はラブホテル…。（4月7日、マドンナ）
- 『そんな濡れた目で見つめられたら、犯したくなってしまう。』 犯されて助けを求めてきた、ずっとずっと憧れていた美人妻の乱れた姿に興奮して追姦レ×プしてしまった。（5月7日、マドンナ）
- 『終電…、なくなっちゃったね…。』 不敵な笑みで年下男を誘う、人妻女上司と一夜の過ち―。（6月7日、マドンナ）
- お義父さんその元気になったオチ○チン私の中に挿れて!（7月24日、セブンエイト）※オムニバス作品
- 由愛可奈10周年記念!! 初共演&初レズ作品!! 同窓会レズビアン・ラプソディ 10年間、想い焦がれた元教え子と再会の果てに…。由愛可奈 北条麻妃（7月25日、マドンナ）
- 妻の妊娠中、オナニーすらも禁じられた僕は上京してきた義母・麻妃さんに何度も種付けSEXをしてしまった…。（8月7日、マドンナ）
- 卒業式の後に…大人になった君へ義母からの贈り物―。 マドンナ専属美熟女が艶やかな色気で門出を祝う―。（9月14日、マドンナ）
- 誰もが憧れる美人な女社長なのに…。ボクを異常に溺愛する麻妃叔母さん（10月12日、マドンナ）
- マンションの上階に住むのは部長夫妻。決してバレてはイケないご近所付き合い…。上司の奥さんに搾精され続ける社宅生活。（11月9日、マドンナ）
- S級熟女 ベストセレクション 伝説の美熟女（11月20日、STAR PARADISE）
- 愛を確かめたくて妻と絶倫の後輩を2人きりにして3時間…抜かずの追撃中出し計16発で妻を奪われた僕のNTR話（12月14日、マドンナ）

- 夫の上司に飾られた 人妻ボディアクセサリー 北条麻妃（1月11日、マドンナ）
- 汗ほとばしる人妻の圧倒的な腰振りで、僕は一度も腰を動かさずに中出ししてしまった。 北条麻妃（2月8日、マドンナ）
- S級美熟女ベスト 北条麻妃 4時間 淫乱女王マドンナ 3!（2月8日、Mellow Moon）※単体ベスト
- 入社時から憧れていた北条先輩が研修旅行で同僚に輪姦されても、僕は興奮して立ち尽くすだけだった…。 北条麻妃（3月8日、マドンナ）
- 「ごめんね、もう我慢できないの…」 息子の友達に欲情してしまった私は…。 北条麻妃（4月12日、マドンナ）
- 僕を女手一つで育ててくれた、最愛の義母が最低な友人に寝取られて…北条麻妃（5月10日、マドンナ）
- 初キス* ×初SEX×初中出し 倦怠期の義姉にボクの‘初めて‘を全て奪われて―。 北条麻妃（6月14日、マドンナ）
- 息子の友人ともう5年間、セフレ関係を続けています―。 年下の子と不埒な火遊び…中出し情事に溺れる私。 北条麻妃（7月12日、マドンナ）
- 毎晩響く隣の奥さんの喘ぎ声が気になった僕は… ～欲求不満な人妻と汗だくになってヤリまくった昼下がり～ 北条麻妃（8月9日、マドンナ）
- 息子の友達の制御不能な絶倫交尾でイカされ続けて… 北条麻妃（9月13日、マドンナ）
- 「娘じゃなくて私がいいの？」性に無知な娘の彼氏を舌先で虜に…1から教えるねっとり濃密ベロキス性交逆NTR 北条麻妃（10月11日、マドンナ）
- 愛する夫の為に、身代わり週末肉便器。 超絶倫極悪オヤジに、孕むまで何度も中出しされ続けて…。 北条麻妃（11月8日、マドンナ）
- 北条麻妃 マドンナ専属3rdBEST 3枚組12時間（11月22日、マドンナ）
- 【AIリマスター版】秘書in...（脅迫スイートルーム） 北条麻妃（12月9日、ドリームチケット）
- いつでも、どこでも、何度でも… 僕の新婚生活が崩壊するまで隣人に中出し搾精されて…。 北条麻妃（12月13日、マドンナ）

- これが至高の美魔女！たっぷり北条麻妃デラックス（1月17日、マドンナ）
- 母をイジメっ子の同級生にNTRれたいじめられっ子の僕 北条麻妃（3月14日、マドンナ）
- 『男責め』リミッター∞解除！！暴走モード超・突入！！男を知り尽くした美熟女による制御不能のど痴女AV！！それが！！アチージョ！！！！ 時には勝手に痴女りたい…。Madonna専属 究極美熟女『北条麻妃』お貸しします―。（4月11日、マドンナ）
- 「お願いします！ナマでヤラせてください！」 押しに弱い叔母さんに頼み込んで筆下ろししてもらった僕。あまりに気持ち良すぎてゴムを使い切ってしまったので…。 北条麻妃（5月9日、マドンナ）
- 「アナタが二度と浮気できないように、射精管理してあげる…。」 嫁の母に浮気がバレて、寸止め生殺しSEXでたっぷりシゴかれた僕。 北条麻妃（6月13日、マドンナ）
- 【AIリマスター版】変態解禁 野外浣腸と変顔と露出 北条麻妃（6月13日、プールクラブ・エンタテインメント）
- パンストでしか射精できないM男が心底溺れる高級コールガール 北条麻妃（7月11日、マドンナ）
- 女上司 言いなり性玩具残業～密かに憧れてた上司・麻妃さんの弱みを握って僕だけの性処理カノジョにしたんだ～ 北条麻妃（8月8日、マドンナ）
- ビジホの受付嬢にイカされ続ける3泊4日―。 独り身の地方出張を狙う搾精ルームサービス 北条麻妃（9月12日、マドンナ）
- ストリップ劇場で舞う人妻 北条麻妃（10月10日、マドンナ）
- 休憩中のピンサロ通いがバレて、女上司のお仕置きフェラで何度も抜かれまくった僕 北条麻妃（11月14日、マドンナ）
- ヌードモデルNTR 上司と羞恥に溺れた妻の衝撃的浮気映像 北条麻妃（12月12日、マドンナ）

- 毎晩旦那とヤリまくる絶倫叔母にヌカれまくった受験生の僕は性に目覚めて…全て忘れて連続中出し交尾にハマってしまった。 北条麻妃（1月9日、マドンナ）
- 北条麻妃 Madonna専属 5周年記念BEST 3枚組12時間（1月30日、マドンナ）
- 復讐の中出し1000本ノック輪● 球児達の恨みを何度も膣内に打ち込まれる監督の妻―。 北条麻妃（2月13日、マドンナ）
- 【 AI リマスター版 】卒業生で一番の有名人AV女優北条麻妃が母校の教壇に立つ（2月20日、SODクリエイト）
- 【AIリマスター版】誘惑、女教師。 男子をたぶらかす年上のオンナ 北条麻妃（2月20日、ドリームチケット）
- 家庭教師NTR ～僕が先に好きだった…最愛の母を奪われて～ 北条麻妃（3月12日、マドンナ）
- 服従の放課後～校内中出し羞恥に悦ぶ汚れた聖職者～ 北条麻妃（4月9日、マドンナ）
- 艶めくハイレグ美脚で誘惑する完全着衣マラ喰い光沢レースクイーン 北条麻妃（5月14日、マドンナ）
- スイートルームNTR 妻から送られてきた疑惑の写真 北条麻妃（6月11日、マドンナ）
- 僕を息子のように甘やかす友人の母・麻妃さんと雑魚寝で濃密スローセックス 北条麻妃（8月27日、マドンナ）
- 【AIリマスター版】美味しく熟した北条麻妃が、バスタオル姿でファンのお宅に、「押しかけます！」 02（9月15日、Magic）
- 【AIリマスター版】極エロ女神の淫語誘惑 北条麻妃（9月17日、AVS collector's）
- 偽りの未亡人NTR 総資産100億円70歳のワシが美しい妻と結婚できたのは、愛なのか金なのか確かめる為、死んだふりをしてみた…。 北条麻妃（9月24日、マドンナ）
- AIリマスター版】【配信限定】懐かしの名女優AIリマスター復刻版 永遠のマドンナ 北条麻妃（9月30日、ながえスタイル）
- 結末を選ぶのはアナター。観る順番でストーリーが変化する衝撃ドラマ映像 北条麻妃（10月22日、マドンナ）
- 【AIリマスター版】コスッて熟女神5 北条麻妃（11月15日、ミル）
- 「孤高のSEXカリスマ、ザ・グレイテスト・ヒッツ」 S級熟女フルコンプリートBOX 北条麻妃16時間4枚組（12月17日、VENUS）
- 昔私の事が好きだった租チンの幼馴染が、性欲旺盛な巨チン男に進化していたので、何度も生ハメSEXに溺れてしまった…。 北条麻妃（12月24日、マドンナ）

- 「ダメよ、まだ出しちゃ…」 電車通勤中、ずっと僕の耳元で囁き 射精管理する ヤリ手女上司の密着逆痴● 北条麻妃（1月28日、マドンナ）
- 北条麻妃 緊縛育成Special（1月28日、ブラックドッグ/妄想族）
- 【 AI リマスター版 】電流アクメ4～勃起クリトリス電極責め～ 北条麻妃（2月20日、ROCKET）
- 息子に乳離れさせないまま、20年間経ちました…。 北条麻妃（2月25日、マドンナ）
- 春休みの数日間、友人と最愛の母親を交換する事になりましたー。 北条麻妃（3月25日、マドンナ）

### アダルトVR
- 人妻花園劇場×AVVR 寝取り寝取られダブル不倫でスワッピングW中出しSEX 北条麻妃 風間ゆみ（2017年8月1日、人妻花園劇場）※「VR-1グランプリ 2017」エントリー作品
- 全裸家政婦 麻妃!! 中出しSEXご奉仕性活日記!!!（2018年4月20日、AVVR）
- マドンナ初VR!! 専属 北条麻妃 凡ミス連発して説教中 チラ見え下着に勃起してしまった僕をからかいながら射精管理してくるパンスト美脚女上司（2020年2月7日、マドンナ）
- 本番NGメンズエステで寸止め＆淫語囁きで焦らされ続け余りの気持ちよさに理性崩壊… 堪えきれずに射精懇願した僕（2021年2月5日、マドンナ）
- 奇跡の初VR共演!! 町内会の奥様たちと逆NTR不倫温泉下見旅行 北条麻妃 友田真希（2022年3月15日、マドンナ）

### イメージビデオ
「白石さゆり」名義
- ripe woman（2006年10月20日、イーネットフロンティア）

「北条麻妃」名義
- ヘアーヌード ～無修正・美熟女・究極のエロイメージ（2017年5月26日、スパークビジョン）
- ヘアーヌード 〜無修正・美熟女・究極のエロイメージ〜 北条麻妃 II（2018年5月26日、スパークビジョン）※Blu-ray同時発売
- ヘアーヌード ～無修正・美熟女・究極のエロイメージ～ 北条麻妃 III（2019年2月15日、スパークビジョン）※Blu-ray同時発売

## 出演

### テレビ
- ビ〜チ9（2011年8月、テレビ埼玉）紗奈と共にマンスリーゲスト
- せんべろ女とホルモンおやじ #05 大田区蒲田・その名もバーボンロード編（フジテレビワンツーネクスト）
- 匿名探偵 第2話（2014年7月11日、テレビ朝日） - 「大原初枝」役

### ネット配信
- スパローズのギリギリセーフ!?（2013年1月 、ニコジョッキー）最終回
- トイズハートプレゼンツ「ハートの部屋」（2017年12月12日、ニコニコ生放送）＊第１９回ゲスト[16][17]。
- スピードワゴンの月曜The NIGHT（2021年2月16日、ABEMA）[18]

### 映画
- 女教師と教え子　罪名、婦女暴行なり（2013年、新日本映像）[19][20] - 「鮫島明美」役

### ゲーム
- 新宿スカウトバトル（2019年12月2日、DMM GAMES）- セレブ神拳を使う不動産会社の女社長・北条麻妃役[21]
- 銀行マンの下剋上～バラ色人生を目指して～（2022年12月6日、AV GAMES、フュージョンプロジェクト）- 国会議員・北条麻妃 役[22]
- 社長と美女たちの二重奏（2024年3月6日[23]、CREAM SOFT）- 羽澄真琴 役[24]

## 書籍・連載

### 写真集
- 禁断の逢引（2011年11月2日、インターナショナル・ラグジュアリー・メディア）ISBN 978-4905144632
- 艶ぱら（2013年2月28日、竹書房、撮影：野川イサム）ISBN 978-4812493700
- My Smile（2013年8月7日、双葉社、撮影：TAKU）ISBN 978-4575305661
- 艶ジェル（2014年6月19日、竹書房、撮影：旭日）ISBN 978-4812489468
- うつくしいひと（2015年3月18日、徳間書店、撮影：篠原潔）ISBN 978-4198639235

### ポーズ集
- ビジュアルヌード・ポーズBOOK act 北条麻妃（2016年5月27日、二見書房、撮影：長谷川朗）ISBN 978-4576160870
- 美熟ヌードポーズ集（2017年2月15日、双葉社、撮影：佐藤まさよし）ISBN 978-4575312195 他出演：川上ゆう、白木優子

### その他書籍
- 増刊 白石さゆり - 映像DVD付きの写真集ムック（2007年1月22日、ジーオーティー）
- AVクイーンが書いて読んでイカせるCD付官能ノベル Ki-Mo-Chi-i-i（2009年3月23日、徳間書店、ISBN 4198627002）
- やっぱり熟女がいちばんでした。（2018年2月28日、KADOKAWA、著者：しみけん）※北条とAV男優のしみけんの対談を収録。 ISBN 978-4-04-106218-0

### デジタル写真集
- Shake Body ver.28 北条麻妃（2015年4月24日、DEC）
- 野川イサム画報集Vol.2 熟妻不倫温泉 北条麻妃（2016年8月1日、ラインコミュニケーションズ、撮影：野川イサム）
- FRIDAYデジタル写真集 北条麻妃 超濃密ヘアヌード「エロスの交歓」（2017年7月21日、講談社、撮影：松田忠雄）
- ヘアーヌード 〜無修正・美-熟女・究極のエロイメージ〜 北条麻妃（2019年9月9日、スパークビジョン、撮影：SKS）
- ヘアーヌード 〜無修正・美-熟女・究極のエロイメージ〜 北条麻妃 II（2019年9月9日、スパークビジョン、撮影：SKS）
- ヘアーヌード 〜無修正・美-熟女・究極のエロイメージ〜 北条麻妃 III（2019年9月9日、スパークビジョン、撮影：ケイ）
- 美熟女Madonna（2020年12月14日、FANZA BEAUTY COLLECTION）※複数モデルによるデジタル写真集。
- 美熟女No.1! Madonnaキャンペーン! 〜専属女優スペシャルフォト〜（2021年6月7日、FANZA BEAUTY COLLECTION）※複数モデルによるデジタル写真集。
- Fitch LOOK BOOK（2021年9月30日、FANZA BEAUTY COLLECTION）※複数モデルによるデジタル写真集。
- 週刊大衆デジタル写真集NUDE:14 北条麻妃（2022年3月29日、双葉社、撮影：篠原潔）

### 連載
- 「真・コラム百人斬り・白石さゆり大人の甘い吐息」（BREAKMax - コアマガジン）
- 「昼下がりの告白」（2014年9月17日 - 10月17日 東京スポーツ新聞社 - 東スポ）
- 「麻妃のSEX日記」（2015年4月28日 - 連載中 日刊スポーツ新聞社 - 日刊スポーツ）

### インタビュー
- 北条麻妃さんがロングインタビューに登場！「よく訊かれますけど私は誰かの愛人になったコトはありません(笑)」作品でのゴージャスっぽさとは裏腹な親近感が溢れる庶民派。でもセフレは…。「好みの男性は見ただけで…」【第１回】(2017年8月7日、FANZAニュース)[25]
- 日本一ファンとの距離が近いAV女優？北条麻妃が精力的にイベントを自らプロデュースする理由とは。「白石さゆり時代は全く人前に出なかったので『本当に存在するの？』って言われてました(笑)」【ロングインタビュー第２回】(2017年8月14日、FANZAニュース)[26]
- 北条麻妃が撮影で鍛えた「手コキ筋肉」と「フェラ筋肉」！女性たちよ、SEXは上質な筋トレだ！▼女優としてのターニングポイントは「盛大な身内バレ」▼独立したワケを奔放に語ります。【ロングインタビュー第3回】(2017年8月21日、FANZAニュース)[27]
- 北条麻妃が「大変だった」と語る緊縛作品！黒人さんは意外とエコサイズ？！▼「結婚はしません」いつまでも自由奔放なみんなのお姉さんとして現役で！▼初めて脇役に回った作品は新鮮でした！【ロングインタビュー最終回】(2017年8月28日、FANZAニュース)[28]

## 製品

### フィギュア
- PLAMAX Naked Angel 1/20 北条麻妃（2022年12月、マックスファクトリー）

### アダルトグッズ
- 純淫 北条麻妃の三十路名器 女将さん編（2016年6月19日、RUBY）※DVD同梱非貫通オナホール
- 北条麻妃のパンティーA 生写真付き（2018年2月7日、AV女優のパンティ）